# Tangermünde
Tangermünde, officieel, conform de meest recente Hauptsatzung (hoofdgemeenteverordening): Kaiser- und Hansestadt Tangermünde, is een stad in de Duitse deelstaat Saksen-Anhalt, gelegen in de Landkreis Stendal. De stad telt 10.299 inwoners en ligt aan de Elbe aan de monding van de Tanger. De vroegere Hanzestad heeft een goed geconserveerde binnenstad.

## Indeling gemeente
Naast de Kernstadt, met o.a. de stadsdelen Kehrs Ziegelei en Pappelhof, behoren sinds 1 januari 2010 de volgende 7 Ortschaften en 9 Ortsteile tot Tangermünde:
- Ortschaft Bölsdorf met de Ortsteile Bölsdorf en Köckte
- Ortschaft Buch met het Ortsteil Buch
- Ortschaft Grobleben met het Ortsteil Grobleben
- Ortschaft Hämerten met het Ortsteil Hämerten
- Ortschaft Langensalzwedel met het Ortsteil Langensalzwedel
- Ortschaft Miltern met het Ortsteil Miltern
- Ortschaft Storkau met de Ortsteile Storkau en Billberge

### Enkele bijzonderheden met betrekking tot deOrtschaftenvan Tangermünde
- Bölsdorf: 5 km ZW (226); Köckte, met minder dan 100 inwoners en een eigen kerkje, ligt ten zuidwesten van Bölsdorf.
- Buch: 7 km N (297); in de late middeleeuwen omwald, en enige tijd een vlek met marktrecht.
- Grobleben: 5 km W (113)
- Hämerten: 5 km N (235); met spoorbrug over de Elbe in, en stationnetje aan de spoorlijn Berlijn - Oebisfelde; het dorp zou in de 12e of 13e eeuw door Nederlandse kolonisten uit Nederhemert zijn gesticht en naar die plaats genoemd.
- Langensalzwedel: 5 km NW (169)
- Miltern: 3 km NW (334), met spoorweghalte aan de lijn naar Stendal
- Storkau: 8 km N (121); met landhuis Schloss Storkau, dat in gebruik is als hotel en als opleidingsinstituut voor een dienst, die sociale verzekeringswetten uitvoert.

5 km W betekent: 5 kilometer ten westen van het stadscentrum van Tangermünde.
Tussen haakjes de aantallen inwoners van iedere Ortschaft ultimo 2023. Deze zijn door de Duitse Wikipedia aan een artikel in een plaatselijke krant ontleend. De meeste van deze plaatsjes zijn boerendorpjes, die beschikken over een 12e- of 13e-eeuws dorpskerkje.

## Geografie, infrastructuur

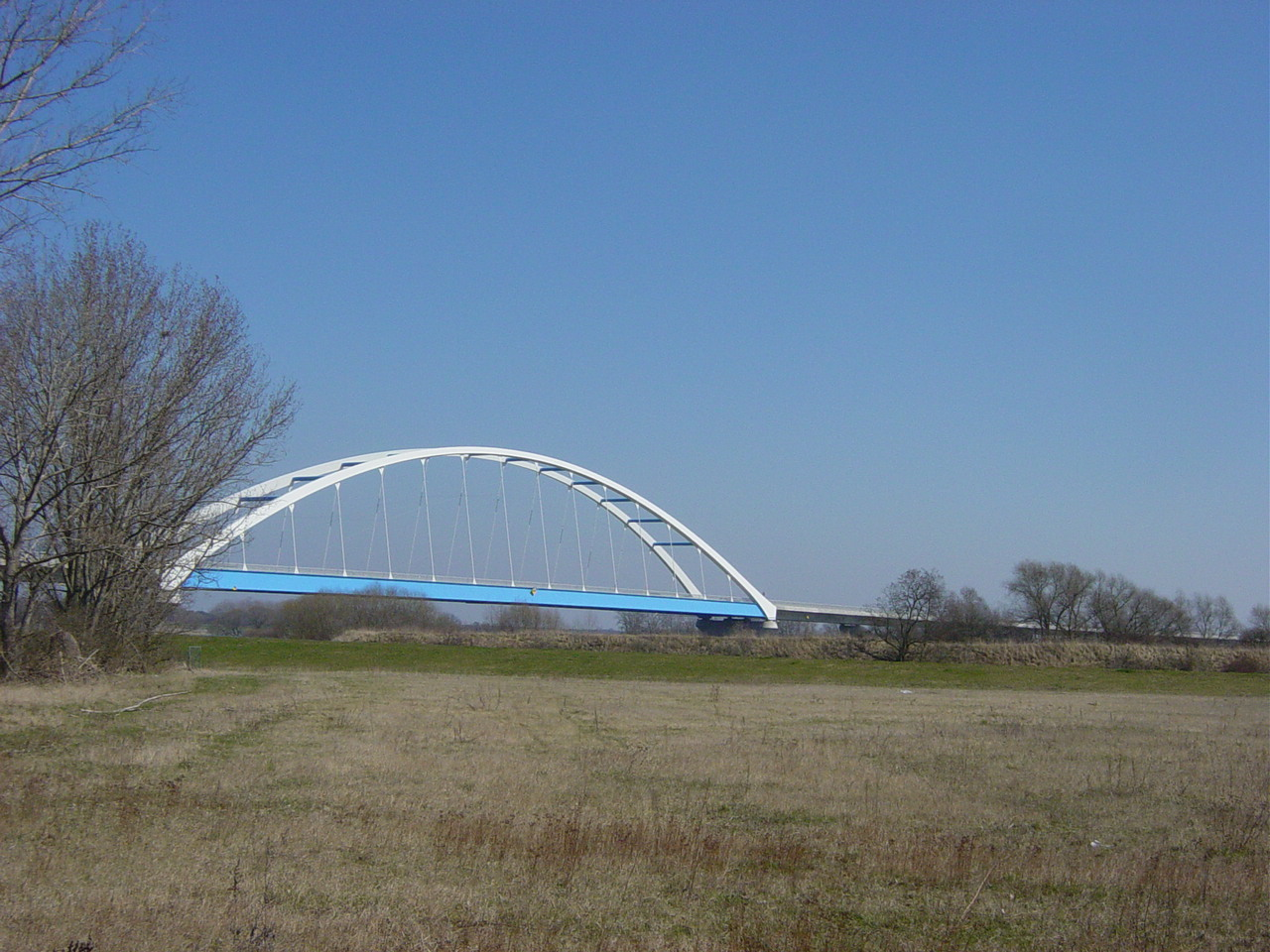
Brug over de Elbe bij Tangermünde
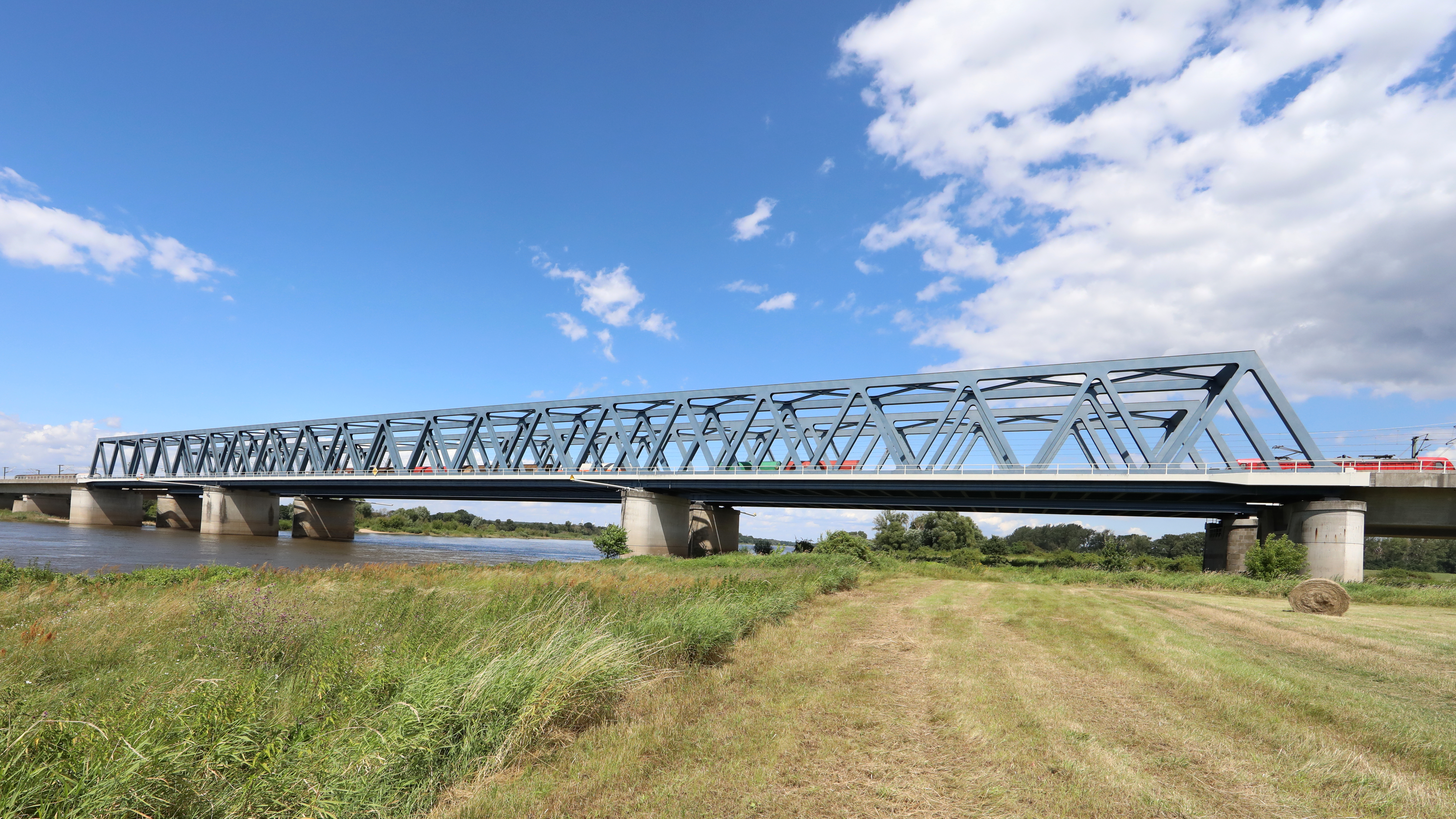
Spoorbrug over de Elbe bij Hämerten
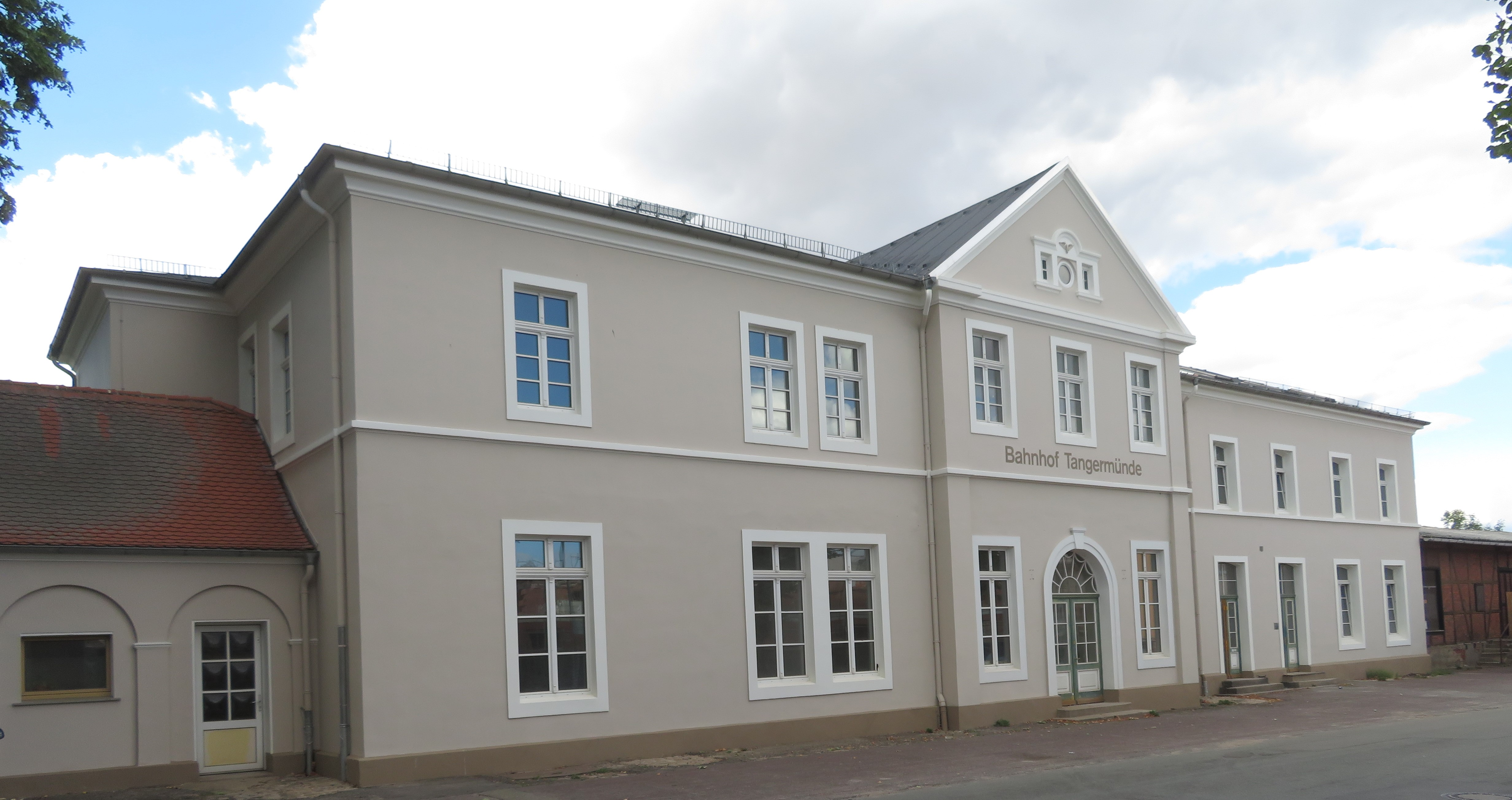
Station
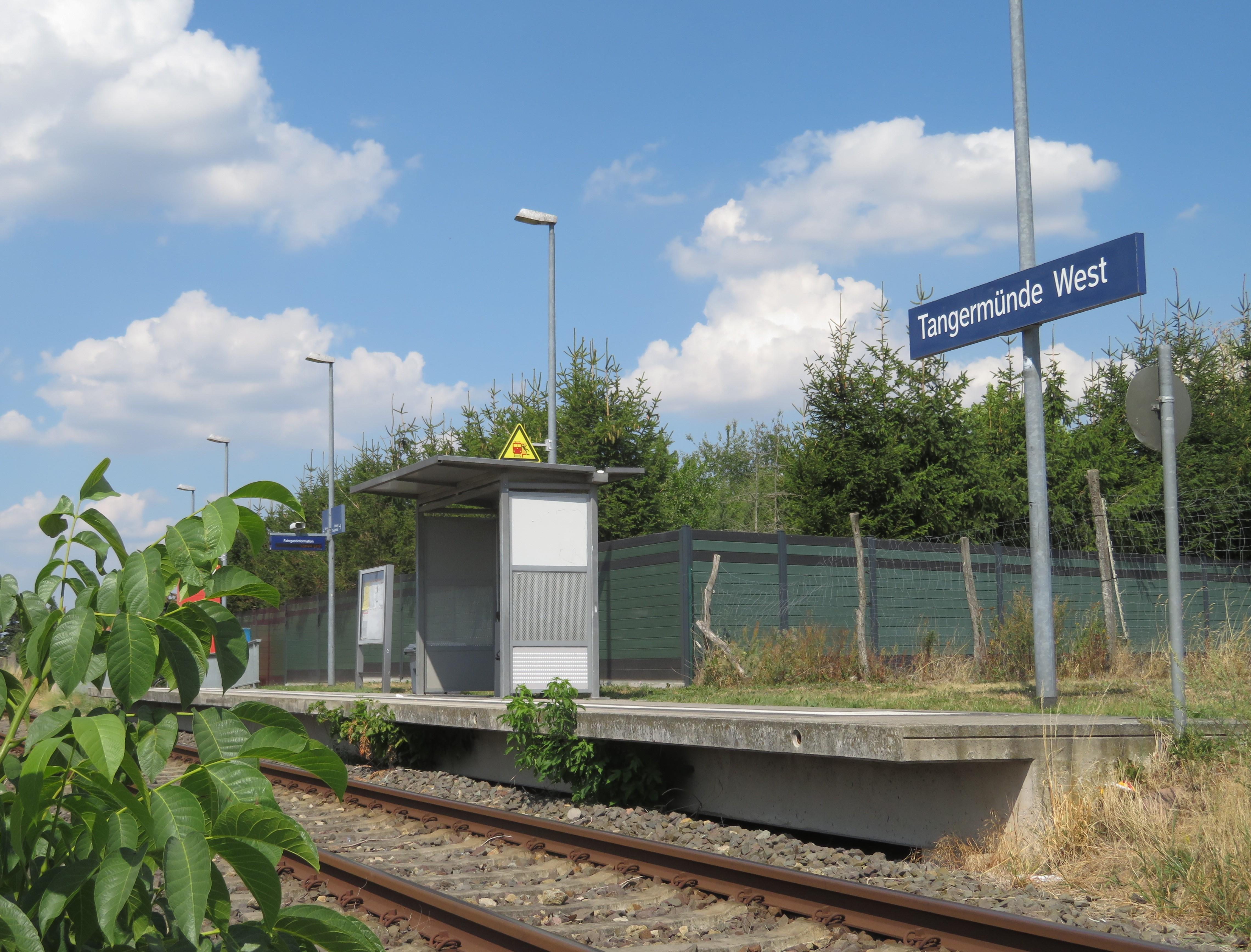
Halte Tangermünde-West
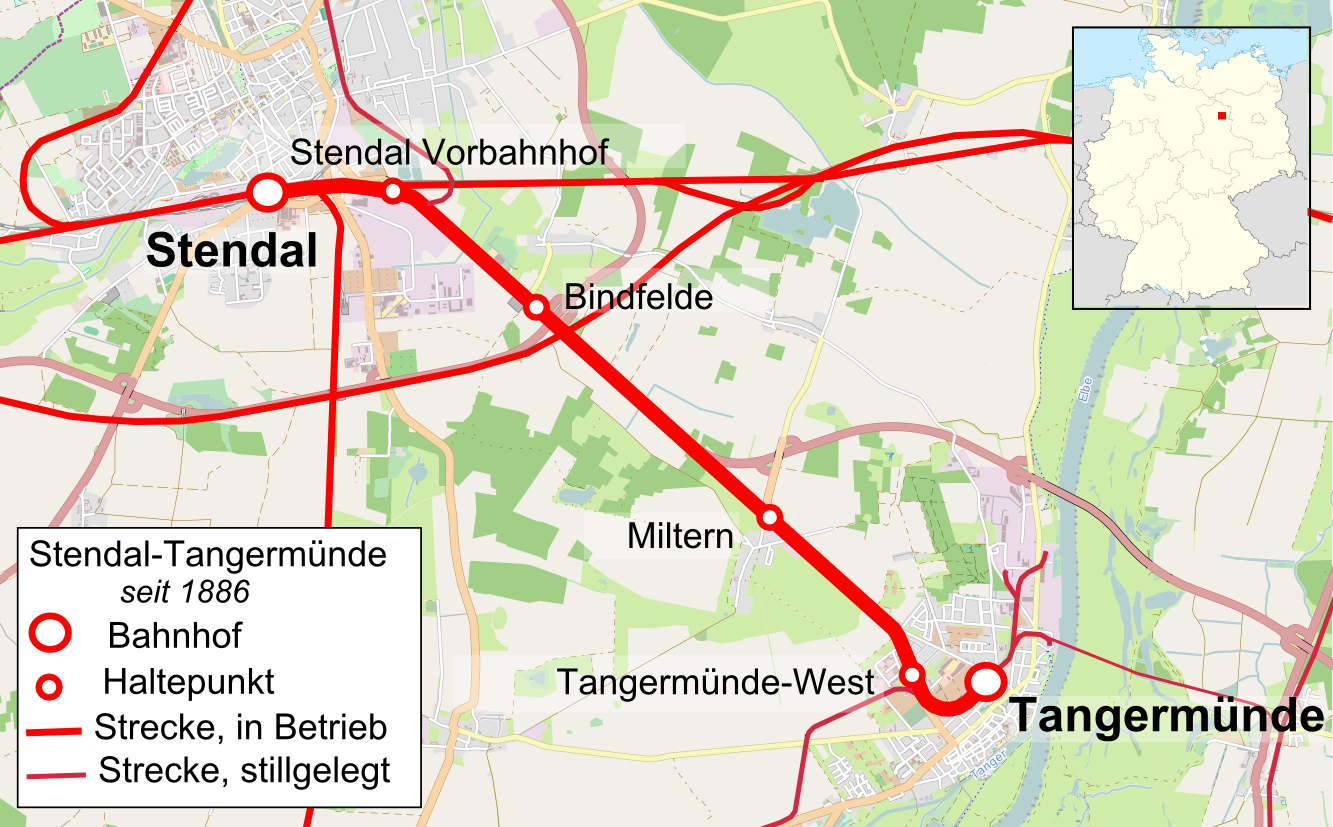
Kaart spoortraject Stendal-Tangermünde
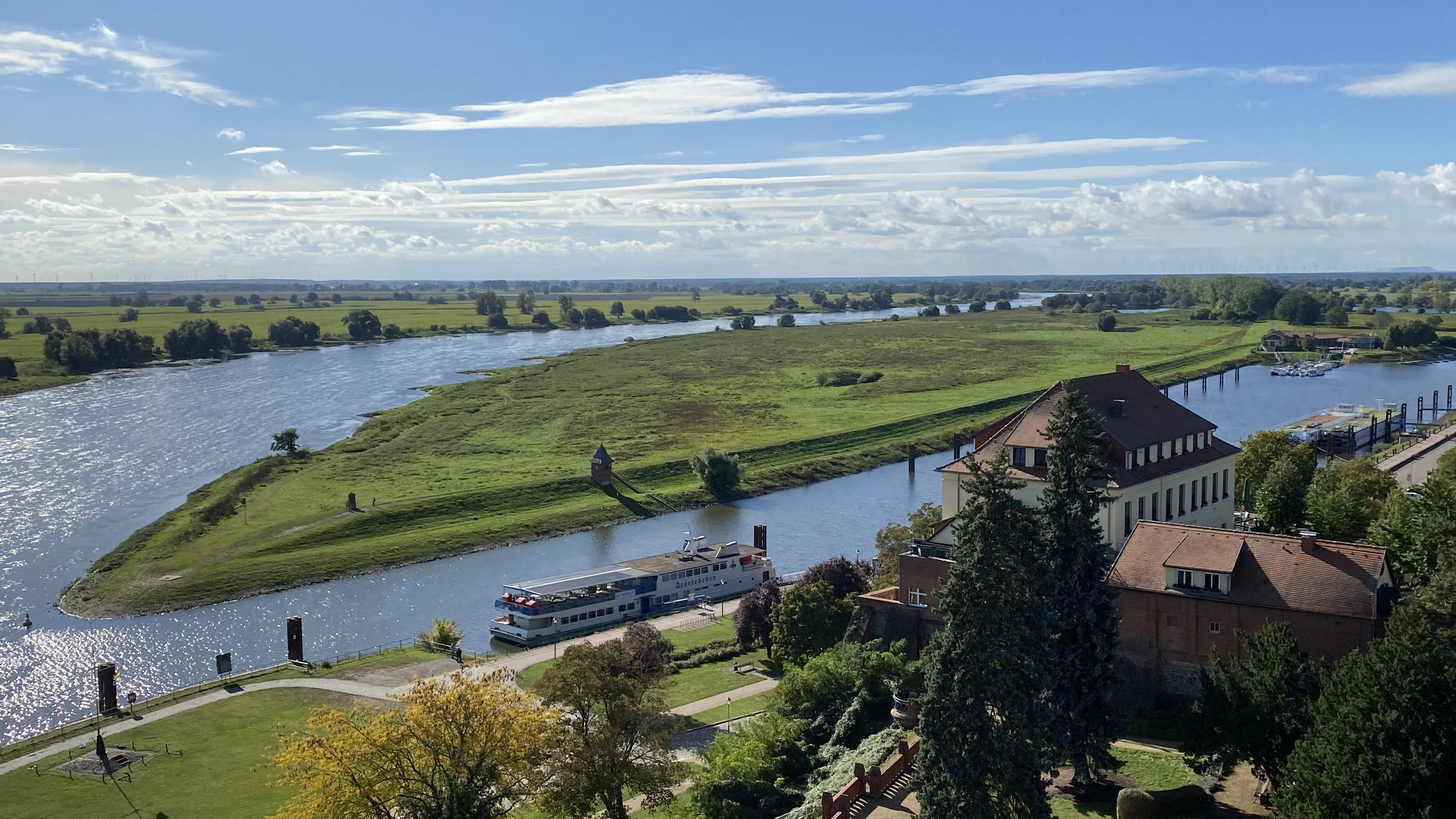
Monding van de Tanger in de Elbe

De stadskern ligt op een kleine heuvel boven het dal van de Elbe. Deze heuvel ontstond in het Saalien, de voorlaatste ijstijd, als eindmorene. Deze hoge ligging heeft het centrum van Tangermünde al vaak voor overstromingen behoed.
Ten noorden van de stad loopt de Bundesstraße 188, die over een in 2001 nieuw aangelegde, 1435 meter lange brug de Elbe kruist. Ten noordwesten van Langensalzwedel takt deze aan op de B189, de zuidoostelijke rondweg om Stendal.
Tangermünde heeft een ruim 10 km lange spoorwegverbinding met het ten noordwesten ervan gelegen Stendal Hauptbahnhof (station te Stendal). Aan deze lijn liggen binnen de gemeentegrenzen nog de spoorweghaltes Tangermünde-West en Miltern.
Drie kilometer ten noordwesten van het dorpje Hämerten, midden tussen de akkers en weilanden, ligt een spoorweghalte Hämerten aan de spoorlijn Berlijn - Oebisfelde. Ten oosten hiervan ligt sinds 1996 een nieuwe, 810 meter lange spoorbrug over de Elbe, waarop aparte rails liggen voor de hogesnelheids-spoorlijn Berlijn - Lehrte. De oude brug, meer dan 45 jaar lang een beruchte flessenhals in de railinfrastructuur richting Berlijn, was na gevechten aan het eind van de Tweede Wereldoorlog verwoest en in 1947 door een noodbrug vervangen, die slechts enkelsporig was, en waarop de treinen niet sneller dan 30 km/h mochten rijden.
Openbaar vervoer per bus is vrijwel geheel beperkt tot school- en belbussen.
Tangermünde heeft twee kleine binnenhavens: één aan de Elbe, aan de noordkant van de stad, bij een groot industrieterrein, en één aan de zuidkant van de stad, waar het riviertje de Tanger in de Elbe uitmondt.

### Naburige gemeentes
- In het noordwesten (afstand ca. 10 kilometer): Stendal
- In het noorden: Arneburg
- In het noordoosten, aan de overkant van de Elbe: Schönhausen en Hohengöhren
- In het oosten: Wust-Fischbeck, aan de Bundesstraße 107, en verderop, aan de B188, Rathenow
- In het zuidoosten: Jerichow
- In het zuiden en zuidwesten: diverse dorpen in de gemeente Tangerhütte, waaronder Grieben en Jerchel.

Grotere steden in de regio zijn Maagdenburg, 70 km ten zuiden van Tangermünde en Brandenburg, 55 km zuidoostwaarts.

## Economie
In Tangermünde is een fabriek van en groothandel in ontbijtgranen en aanverwante, ten dele biologische voedingsmiddelen gevestigd. Deze draagt de naam De-Vau-Ge Gesundkostwerke en heeft enkele honderden medewerkers. De producten worden deels als huismerk door supermarktketens aangeboden. 
Enkele kleine industriële ondernemingen in de stad zijn actief in de machine- en scheepsbouw.  Voor het overige zijn er alleen ondernemingen in Tangermünde gevestigd,  die  kunnen worden beschouwd als midden- en kleinbedrijf,  van alleen regionale of lokale betekenis. 
De belangrijkste bron van inkomsten in de gemeente is het toerisme (fietsroutes; cultureel  toeristisch bezoek aan de oude binnenstad).

## Geschiedenis
In de tot Tangermünde behorende Ortschaften langs de Elbe zijn bij archeologisch onderzoek sporen van bewoning aangetroffen, die uit vrijwel alle perioden van de Jonge Steentijd tot en met de vroege middeleeuwen dateren. Verscheidene hier gedane vondsten bevinden zich in museumcollecties, o.a. te Stendal.
De burcht van Tangermünde werd voor het eerst vermeld in 1009. Tegen 1275 was Tangermünde een welvarende marktplaats, die zeker vanaf 1368 lid was van de Hanze.
Van 1373 tot 1378 was Tangermünde mede-residentie van de Duitse keizer Karel IV of Wenzel. Ten gerieve van zijn toen nog minderjarige opvolger, Wenzel, liet Karel het kasteel van Tangermünde tot een vorstelijke residentie uitbreiden. De laatste Duitse keizer, die er nog weleens verbleef, was, in 1415, Sigismund, wiens dynastie met zijn dood uitstierf. Keurvorst Frederik I (1371 — 1440) verbleef regelmatig op slot Tangermünde.
Een grote bloei kende Tangermünde in de 15e eeuw. Aan de positie van keurvorstelijke residentie kwam in 1488 een einde. Johann Cicero van Brandenburg was keurvorst en voerde een accijns op bier in. De hevige protesten tegen deze belastingmaatregel in Tangermünde waren voor de keurvorst aanleiding, om zich definitief in Berlijn-Cölln te vestigen. Uiteindelijk is, mede hierdoor, Berlijn, en niet Tangermünde, de hoofdstad van de Mark Brandenburg en van het latere Duitse Keizerrijk geworden.
De Reformatie in de 16e eeuw had tot gevolg, dat de bevolking van Tangermünde massaal overging tot het evangelisch-lutherse protestantisme.  Anno 2022 was 10% van de bevolking evangelisch-luthers,  en 2% rooms-katholiek. Tenzij anders vermeld,  zijn alle kerkgebouwen in de gemeente Tangermünde,  die in dit artikel genoemd worden,  evangelisch-luthers. 
Op 13 september 1617 werd Tangermünde door een grote stadsbrand bijna geheel verwoest. Zie hierna: Grete Minde. Na de brand en de algehele crisis van de Dertigjarige Oorlog (1618-1648) volgde een herbouw met eenvoudige vakwerkhuizen, waarvan er nog verscheidene bestaan en tot het schilderachtige karakter van de binnenstad bijdragen.
In 1640, tijdens de Dertigjarige Oorlog,  werd het kasteel van de stad  door Zweedse soldaten grotendeels verwoest. Hierna werd, in 1699, op het kasteelterrein een Amtshaus voor lokale bestuursfunctionarissen gebouwd.
Van 1826 tot aan de demontage ervan door de Sovjet-Russische bezettingsmacht, in 1946, stond in Tangermünde een zeer grote suikerfabriek. De oude stadsmuren en -poorten werden in de 19e eeuw, anders dan in veel andere steden, niet afgebroken, in tegendeel zelfs. Ze waren, om smokkelaars te weren, al gerestaureerd in de 18e eeuw. Tot op de huidige dag dienen de oude stadsmuren mede als bescherming tegen hoogwater in de Elbe. Mede om deze redenen is de oude binnenstad, die ook in de Tweede Wereldoorlog al gespaard was gebleven, gedurende de DDR-periode (1949-1990) vrijwel ongemoeid gelaten.
In 1902 werd begonnen met de wederopbouw van het tot een ruïne vervallen kasteelcomplex. Direct na het eind van de Tweede Wereldoorlog richtte de Sovjet-Russische bezettingsmacht er een soort van interneringskamp voor politieke tegenstanders in. In de DDR-periode, van 1949 tot 1990, stonden er huurwoningen en een kinderziekenhuis. Na 1990 volgden verdere renovaties. Het kasteelcomplex bestaat nu vooral uit hotels en bij een kuuroord passende wellness-voorzieningen.
Aan het eind van de Tweede Wereldoorlog is in april 1945 zwaar gevochten om de spoorbrug over de Elbe ten oosten van Hämerten. De brug werd door de Duitsers zelf opgeblazen in een vergeefse poging om de opmars van de geallieerden af te remmen.

## Bezienswaardigheden, natuurschoon, toerisme
Tangermünde heeft een historische binnenstad met talrijke monumentale gebouwen. Een aantal daarvan is gebouwd in de stijl van de baksteengotiek.
In het stadhuis en in een in 1543 gebouwd huis naast het kasteel zijn twee kleine historische musea ingericht. Het museum in het stadhuis behandelt de geschiedenis van de stad zelf; het andere draagt de naam Burgmuseum Schloßfreiheit en behandelt de geschiedenis van het kasteel in de stad.
Plaatselijke historici beschouwen de gotische Sint-Stefanuskerk (1378; een eerdere kerk uit 1188 is fragmentarisch bewaard gebleven) in de stad als één van de meest bezienswaardige bakstenen kerken van geheel Europa. Geïnteresseerden kunnen op de Duitstalige Wikipedia onder het lemma St. Stephan (Tangermünde) een zeer uitvoerige beschrijving van dit kerkgebouw vinden.
De gemeente ligt ten dele in vogel- en andere natuurreservaten langs de Elbe. Daartoe behoort het belangrijke, in 1997 door UNESCO erkende biosfeerreservaat Mittelelbe (waarvan het bezoekerscentrum in Havelberg staat), alsmede een door de Europese Unie erkend vogelreservaat Elbaue Jerichow. Een kleiner natuurreservaat (161 hectare) draagt de naam Elsholzwiesen en bestaat uit een verlande, maar regelmatig door overstromingen onder water staande, oude rivierarm van de Elbe. Een hierop lijkend, meer noordelijk gelegen natuurreservaat heet Bucher Brack - Bölsdorfer Haken.
Tangermünde ligt aan de langeafstands-fietsroute Elberadweg.

## Afbeeldingen

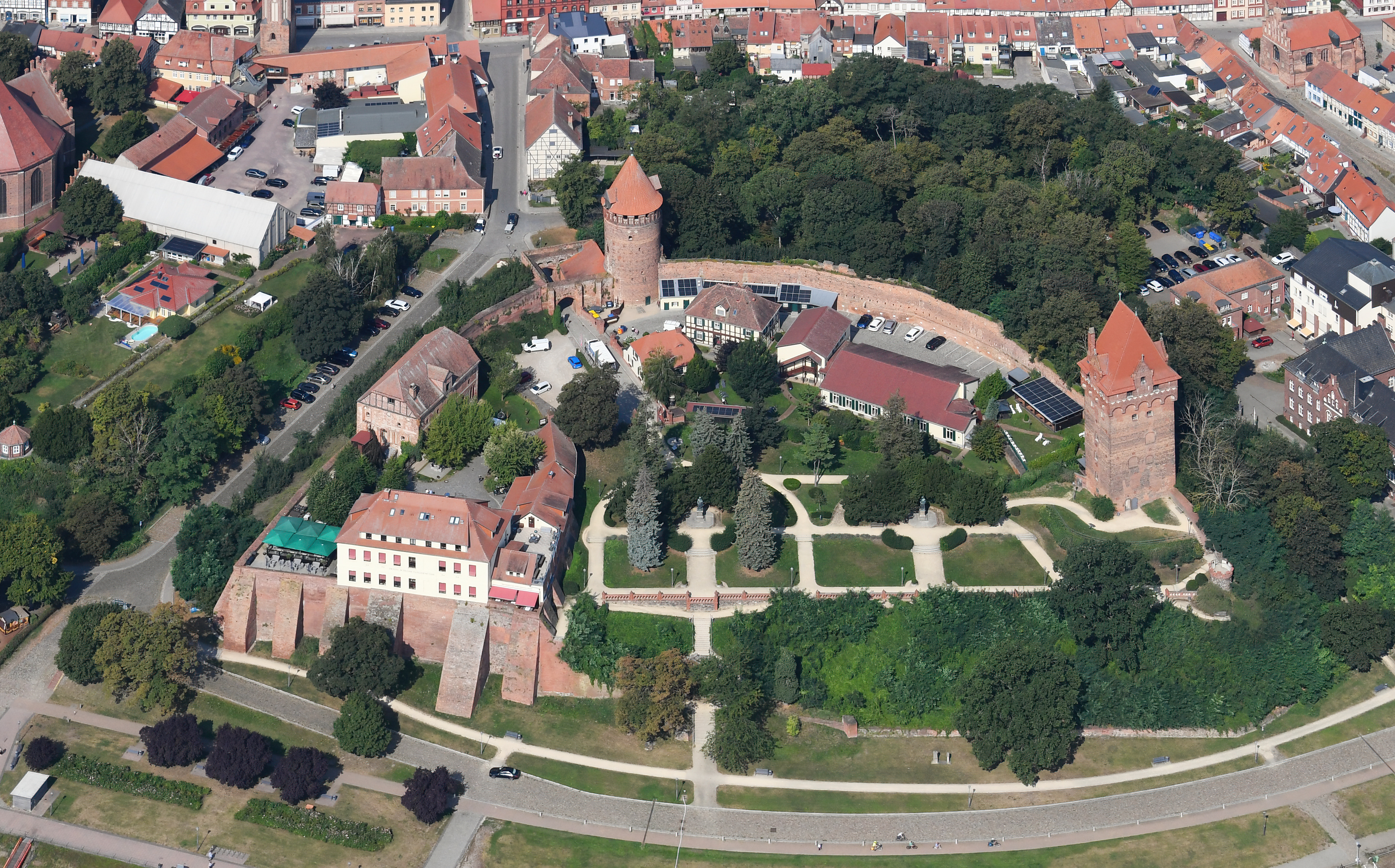
Kasteel Tangermünde
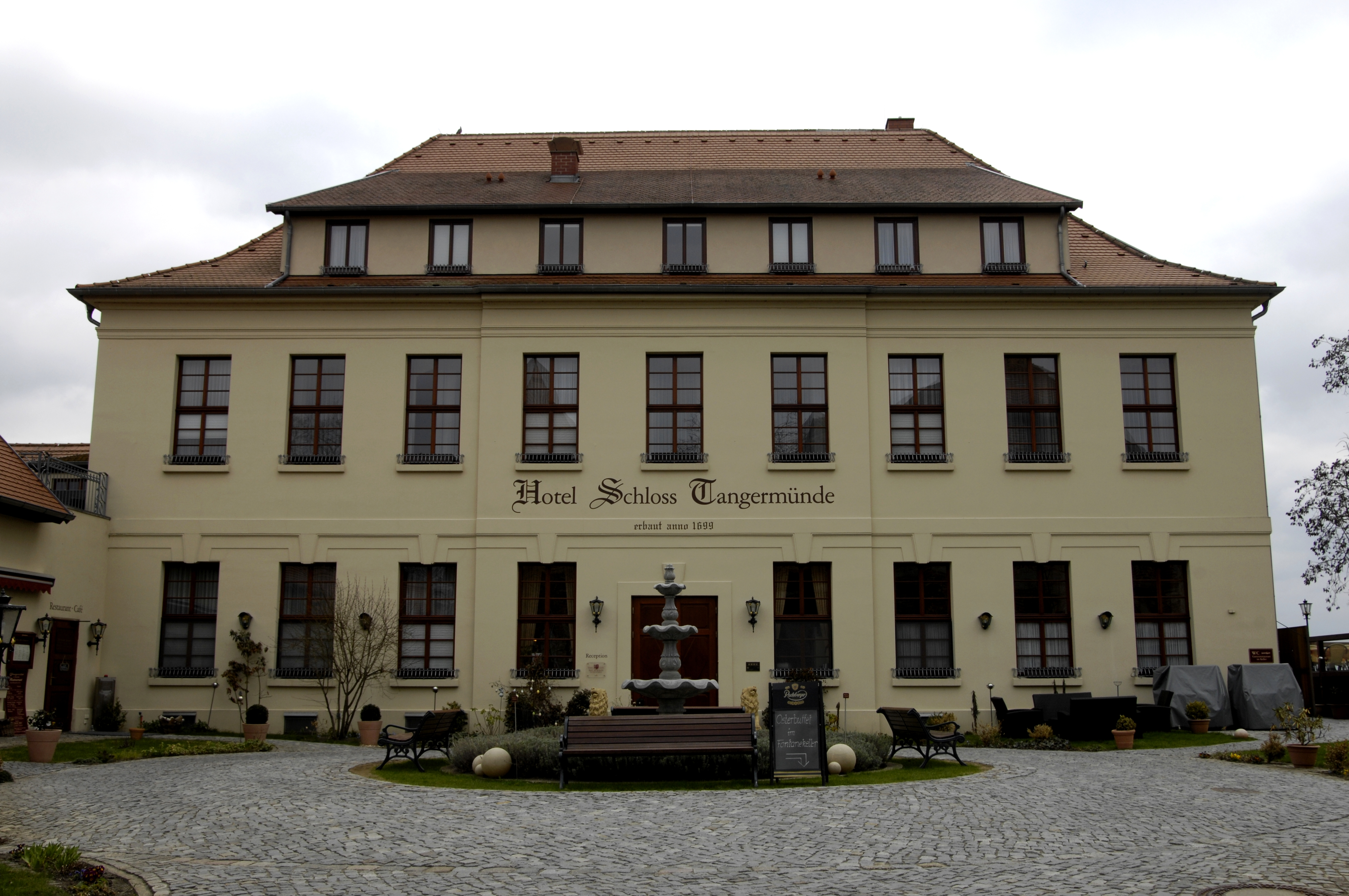
Amtshaus (1699) van het kasteel, tegenwoordig hotel
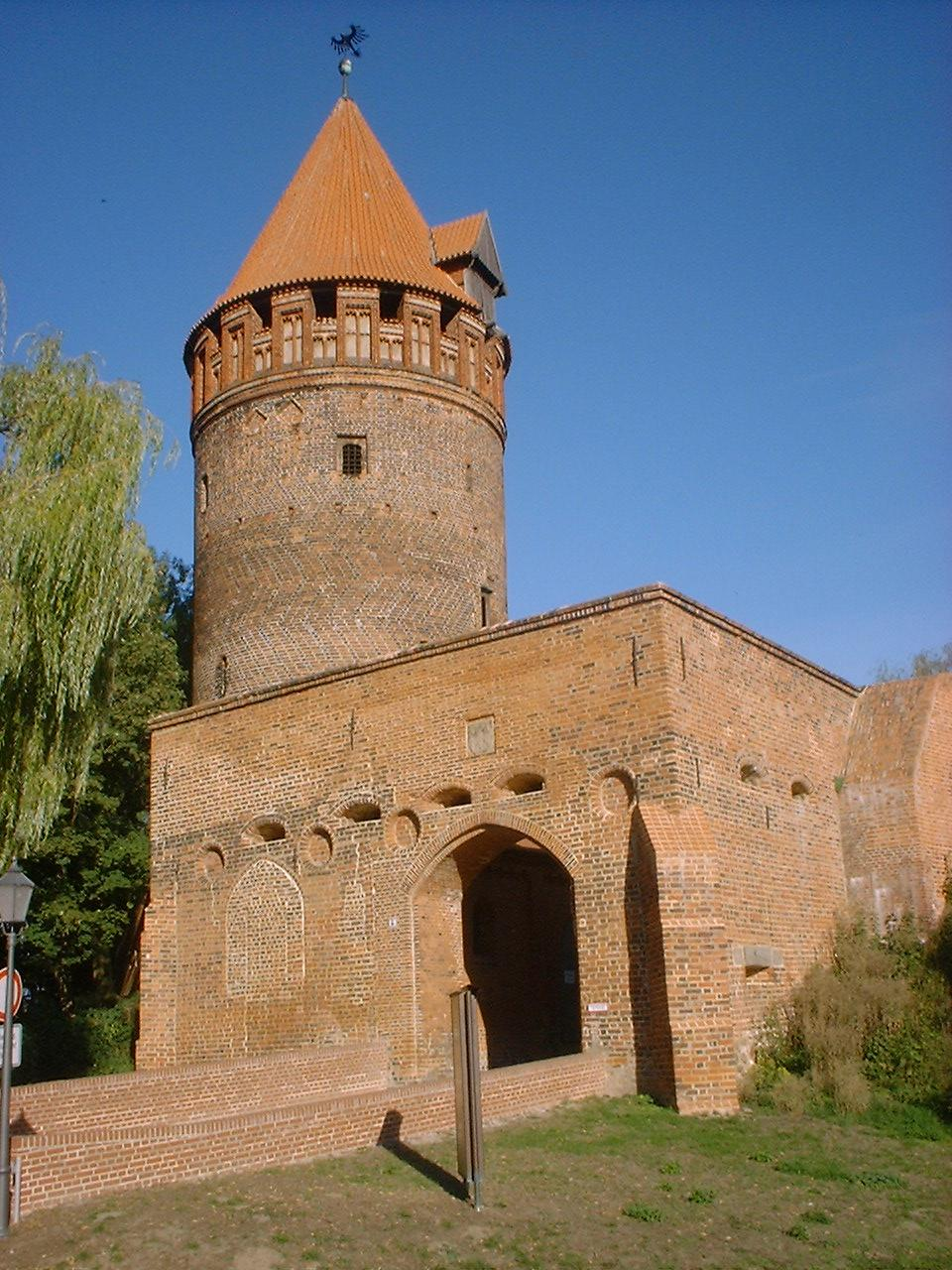
Gevangenistoren van het kasteel
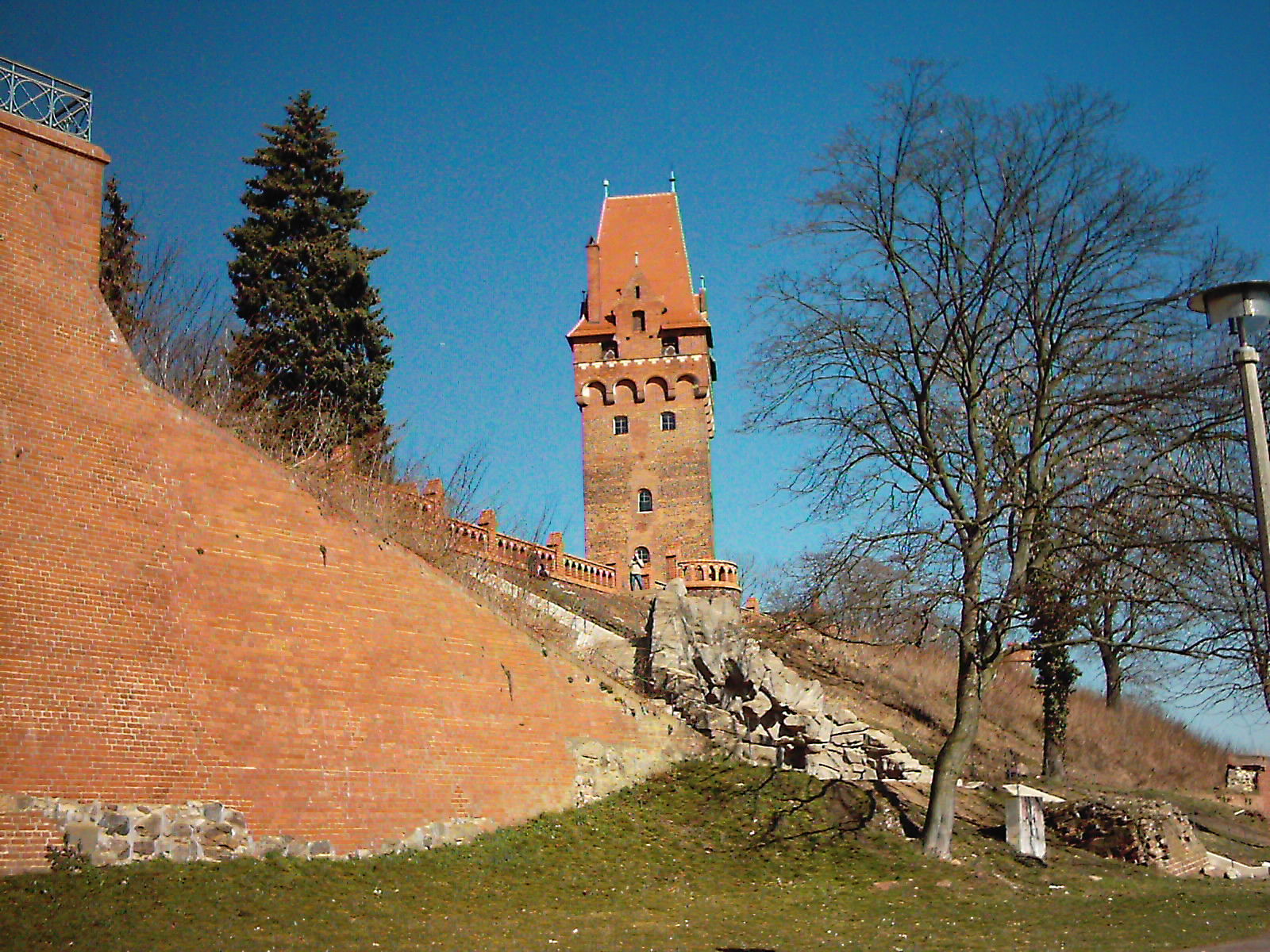
Kapitteltoren van het kasteel
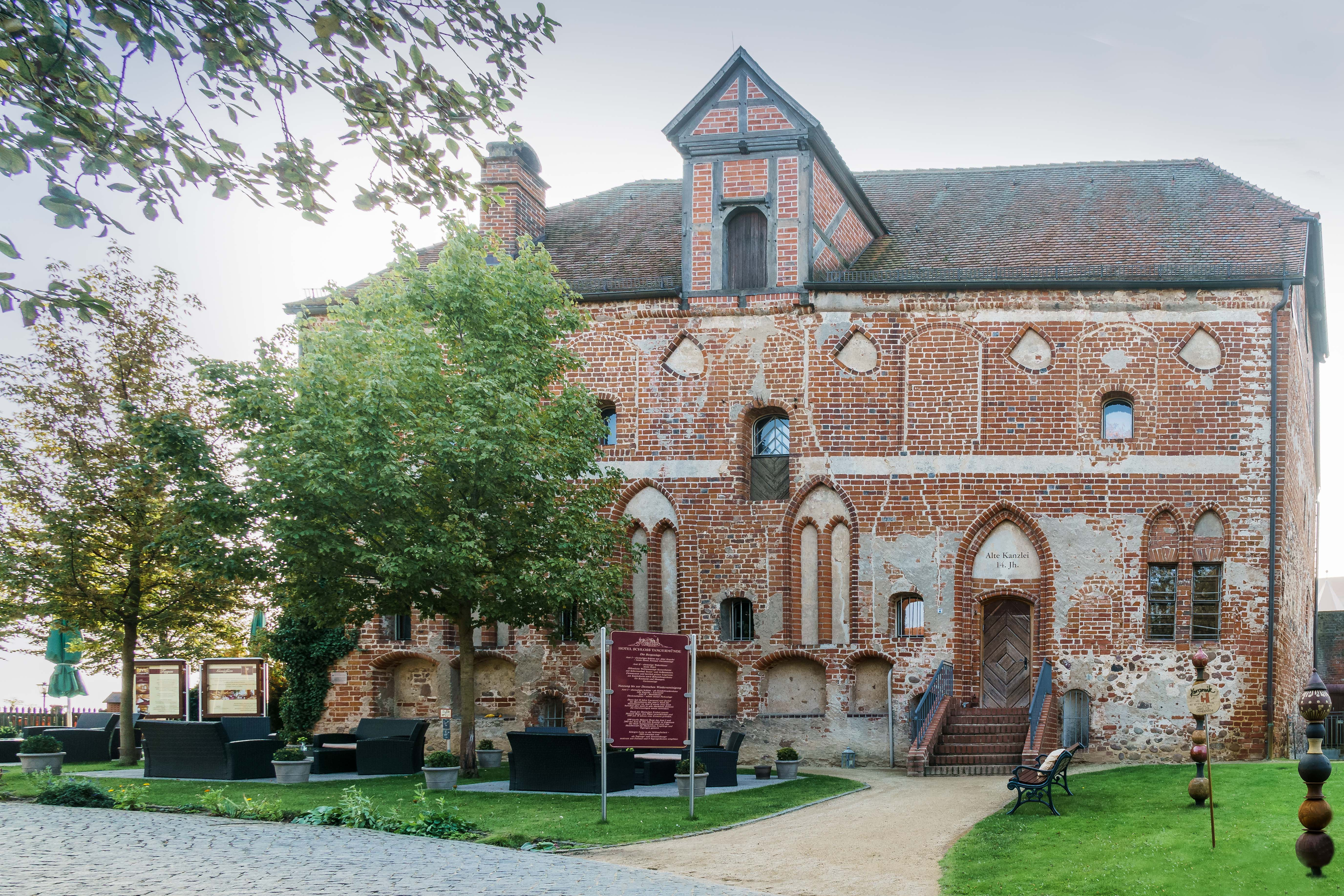
14e-eeuws gebouw Alte Kanzlei, Oude Kanselarij op het kasteelterrein
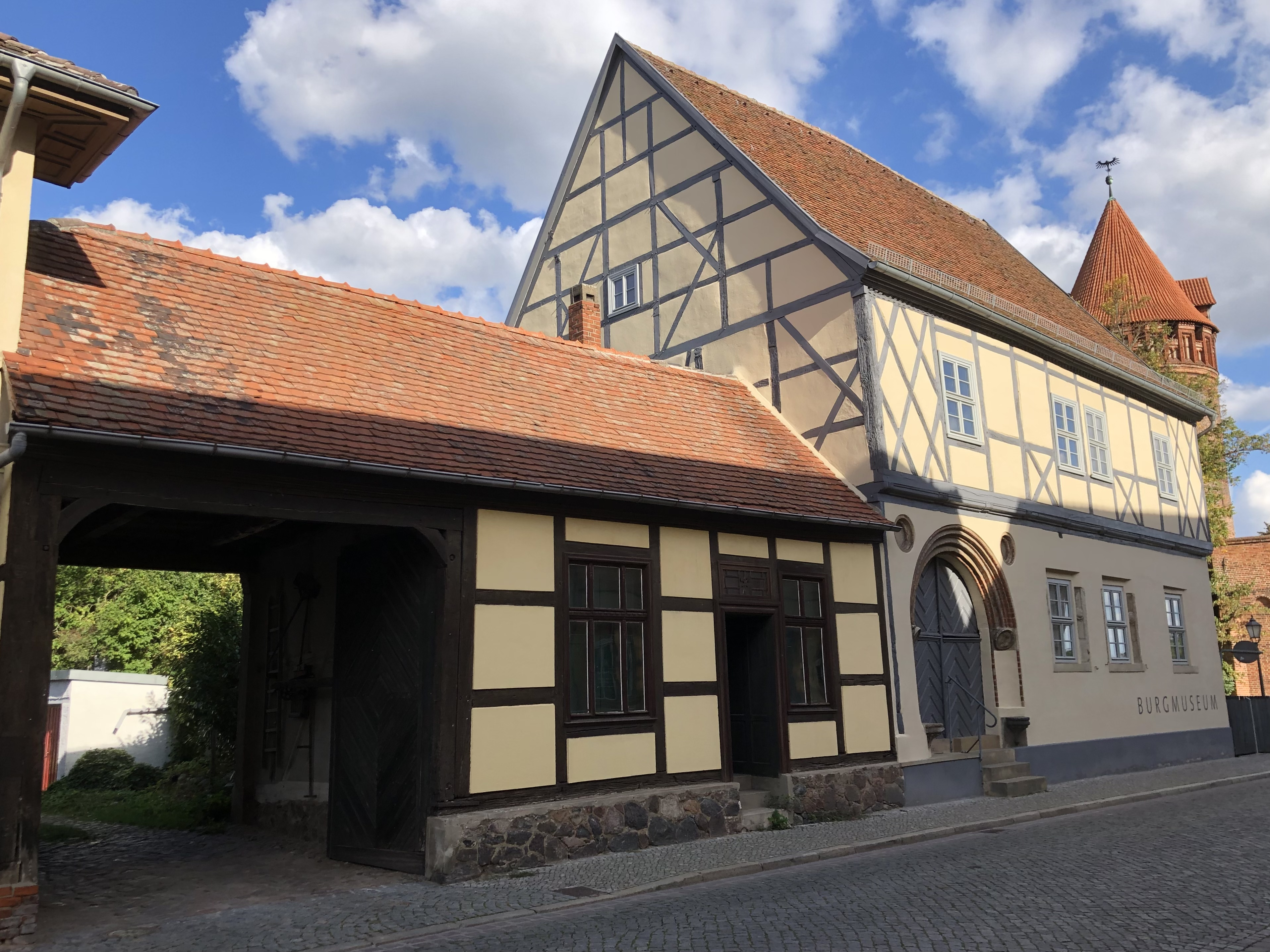
Burgmuseum Schloßfreiheit
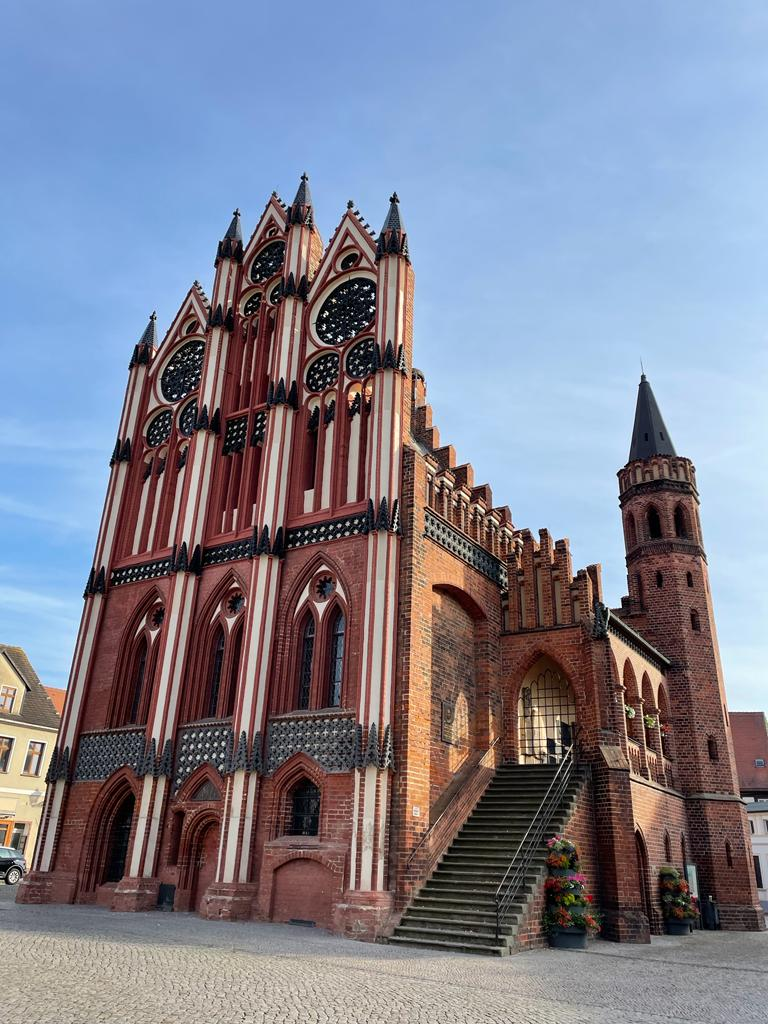
Stadhuis (bouwjaar 1430)
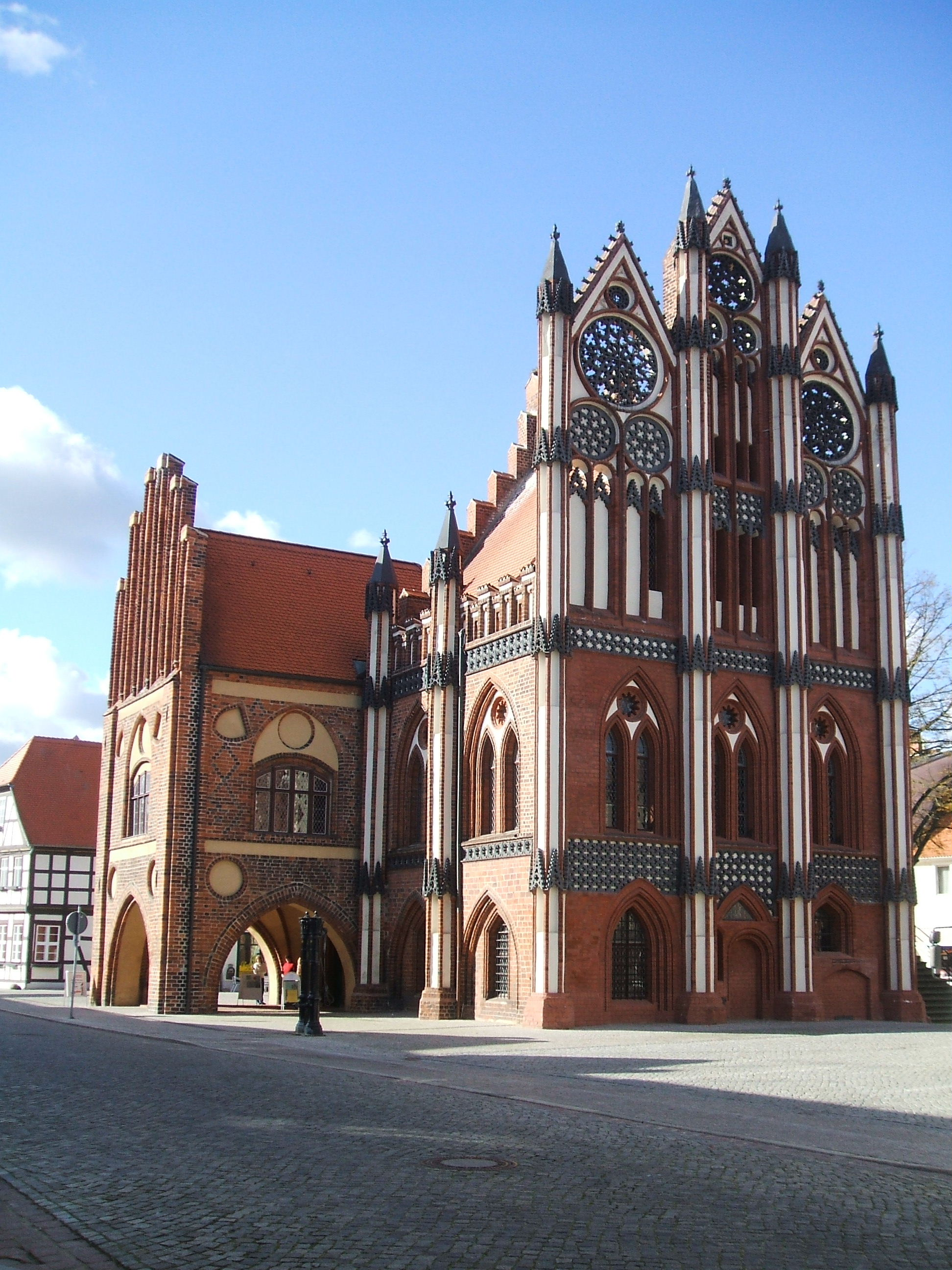
Zijkant stadhuis
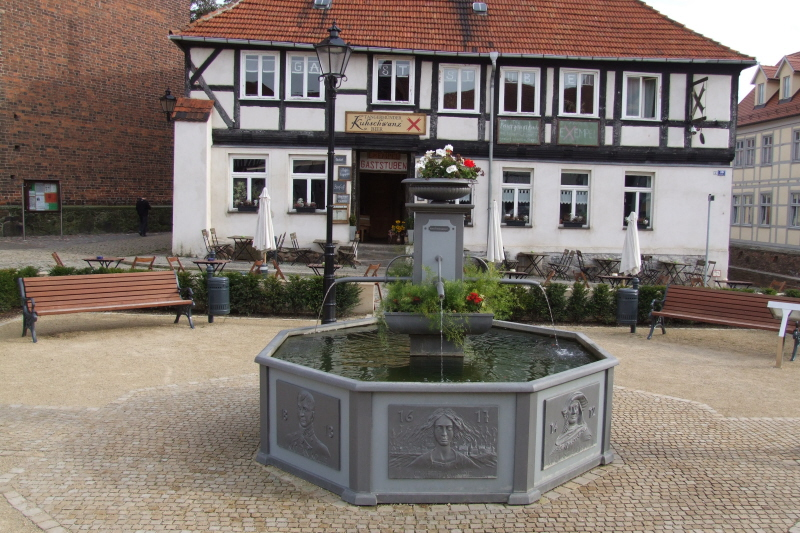
Stadsfontein
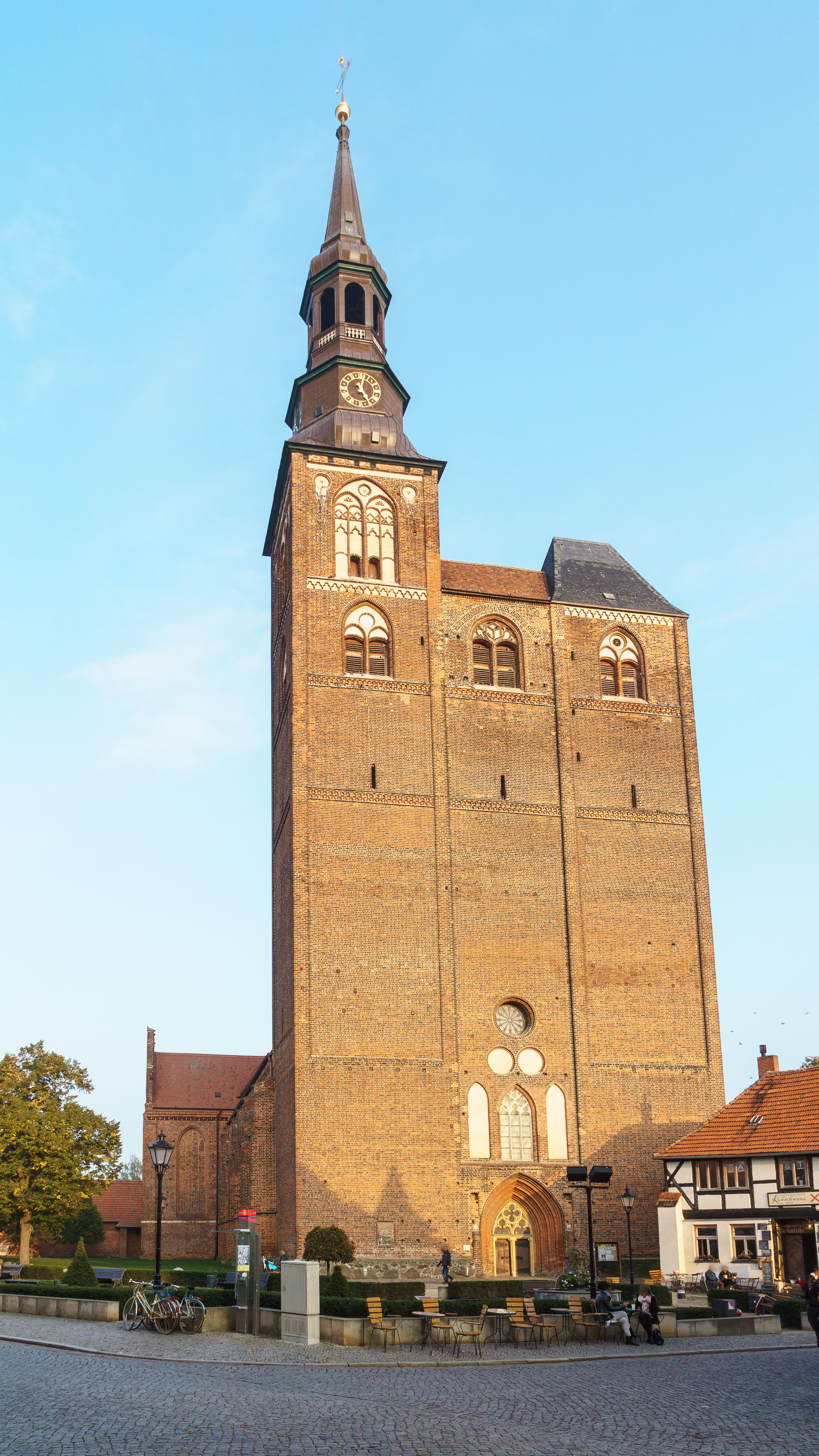
Sint-Stefanuskerk
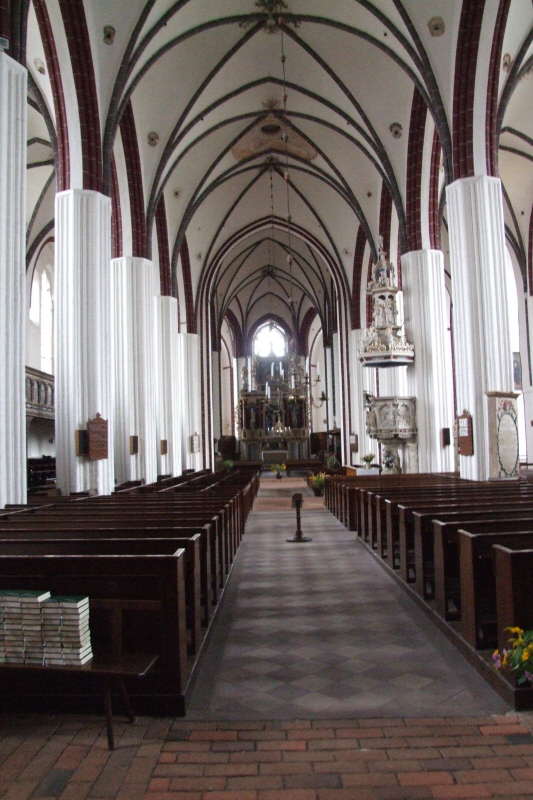
Interieur van dit kerkgebouw
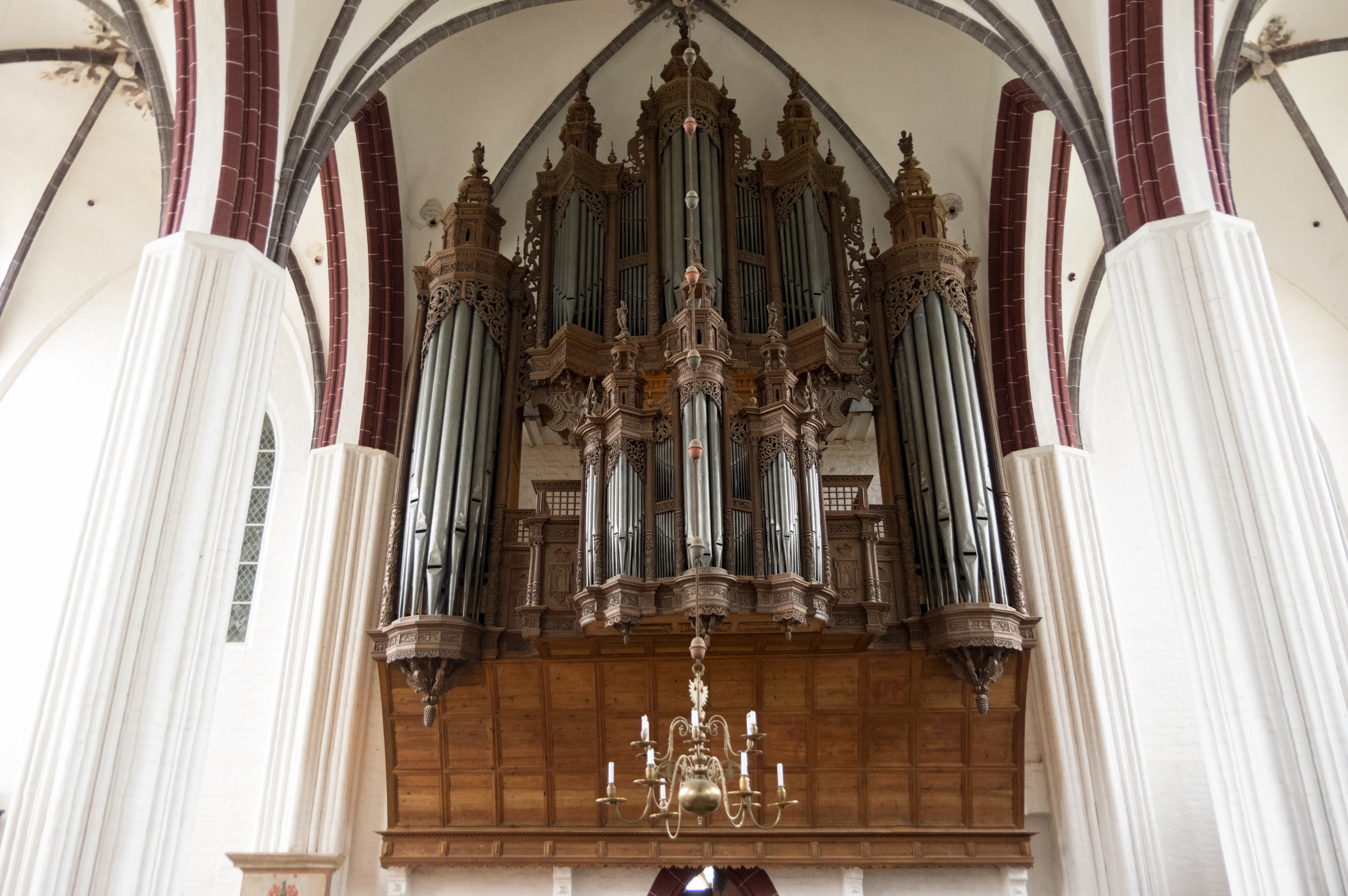
Kerkorgel (1623-1624; orgelbouwersfirma Scherer) in dit kerkgebouw
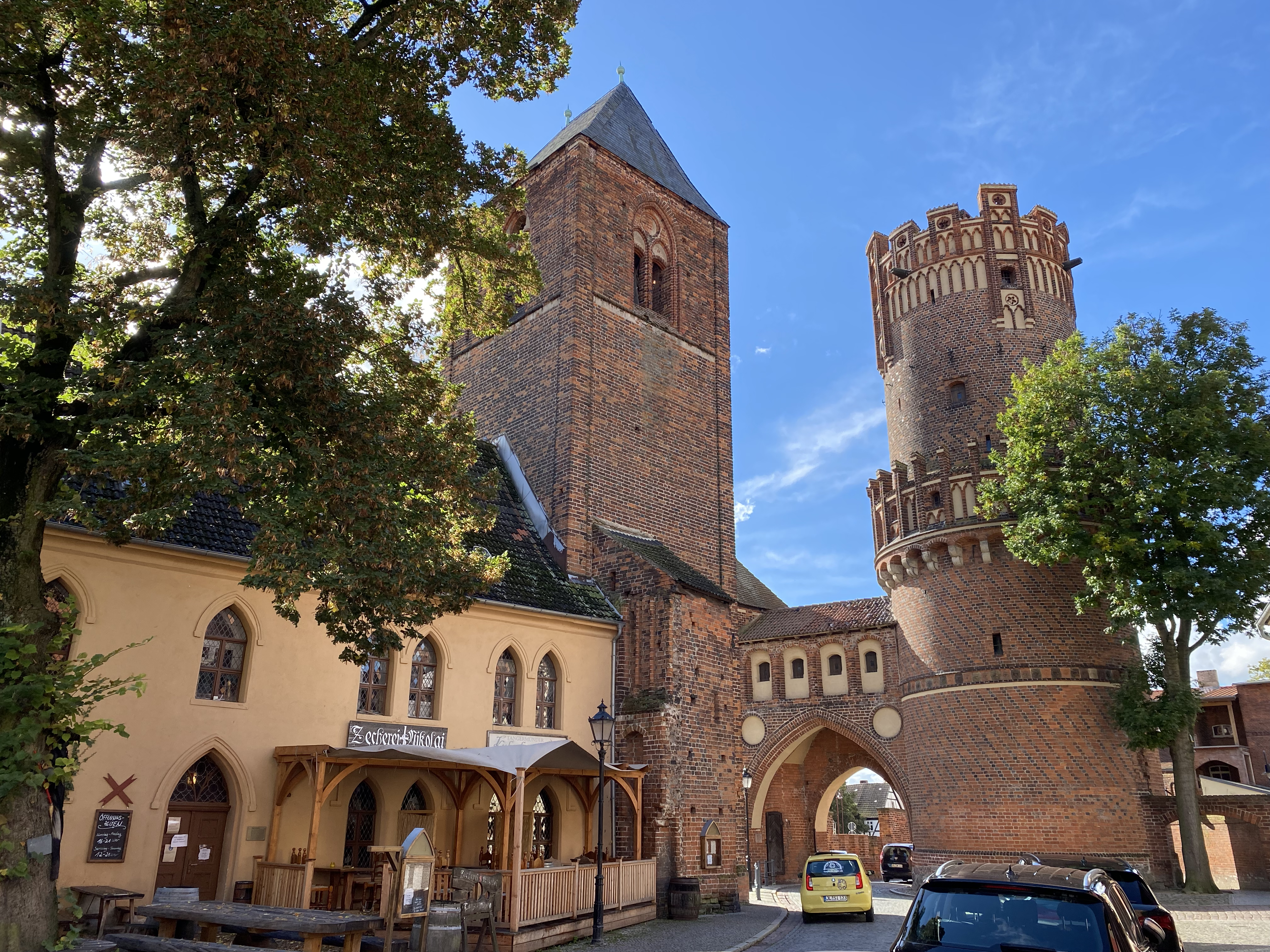
Voormalige Sint-Nicolaaskerk
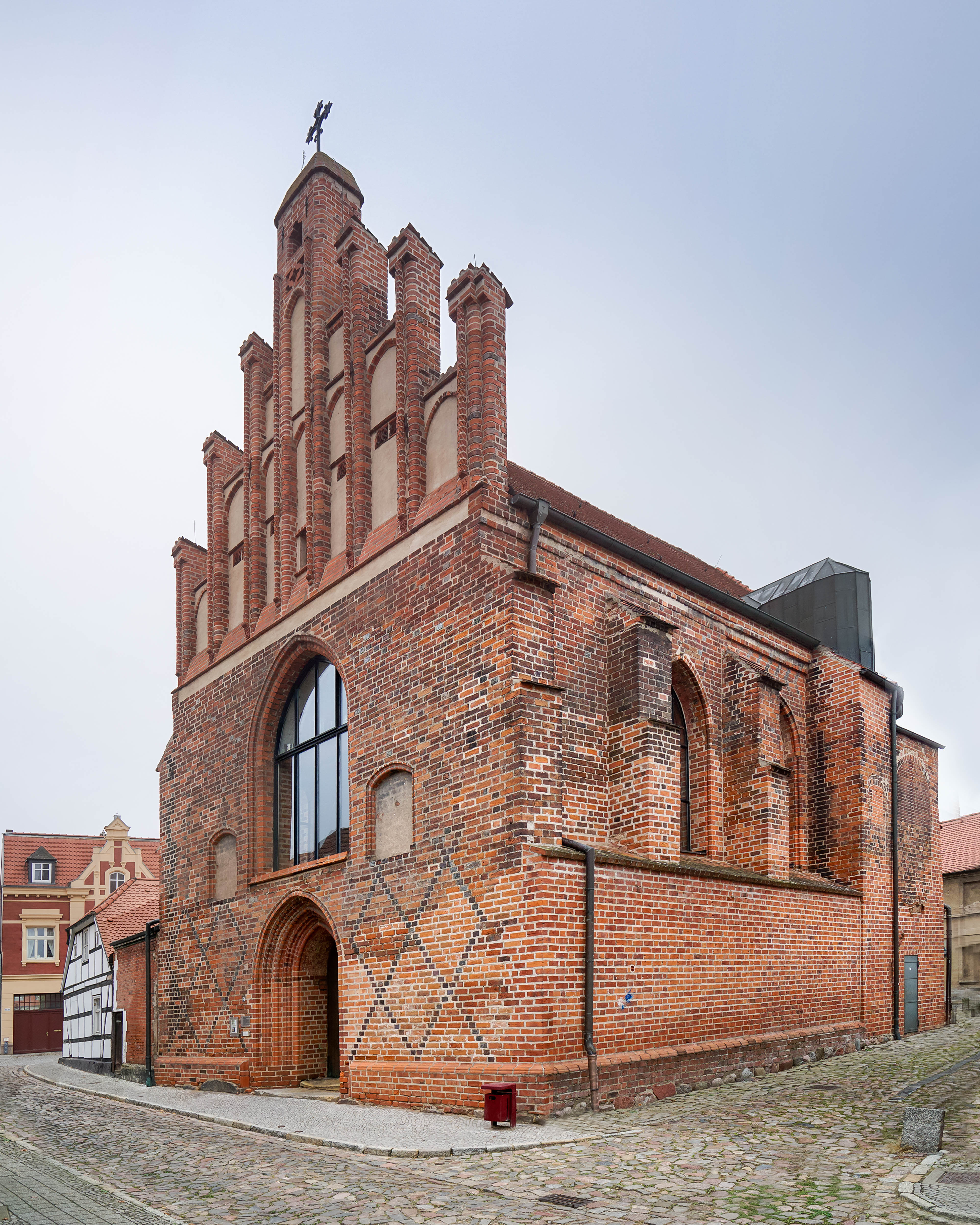
Elisabethkapel (2e helft 15e eeuw)
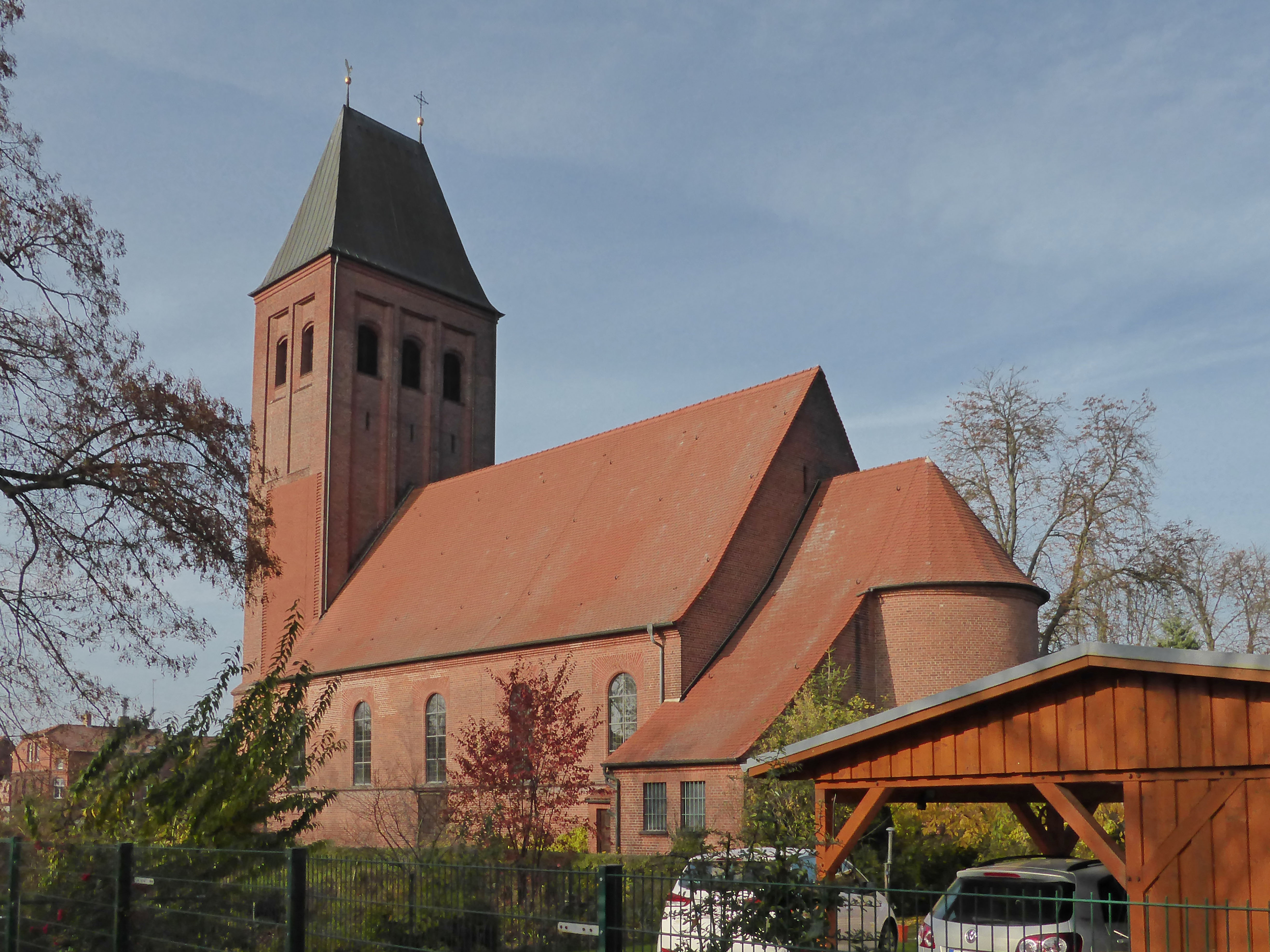
R.K. H.-Drievuldigheids- of Trinitatiskerk (1924-1926)
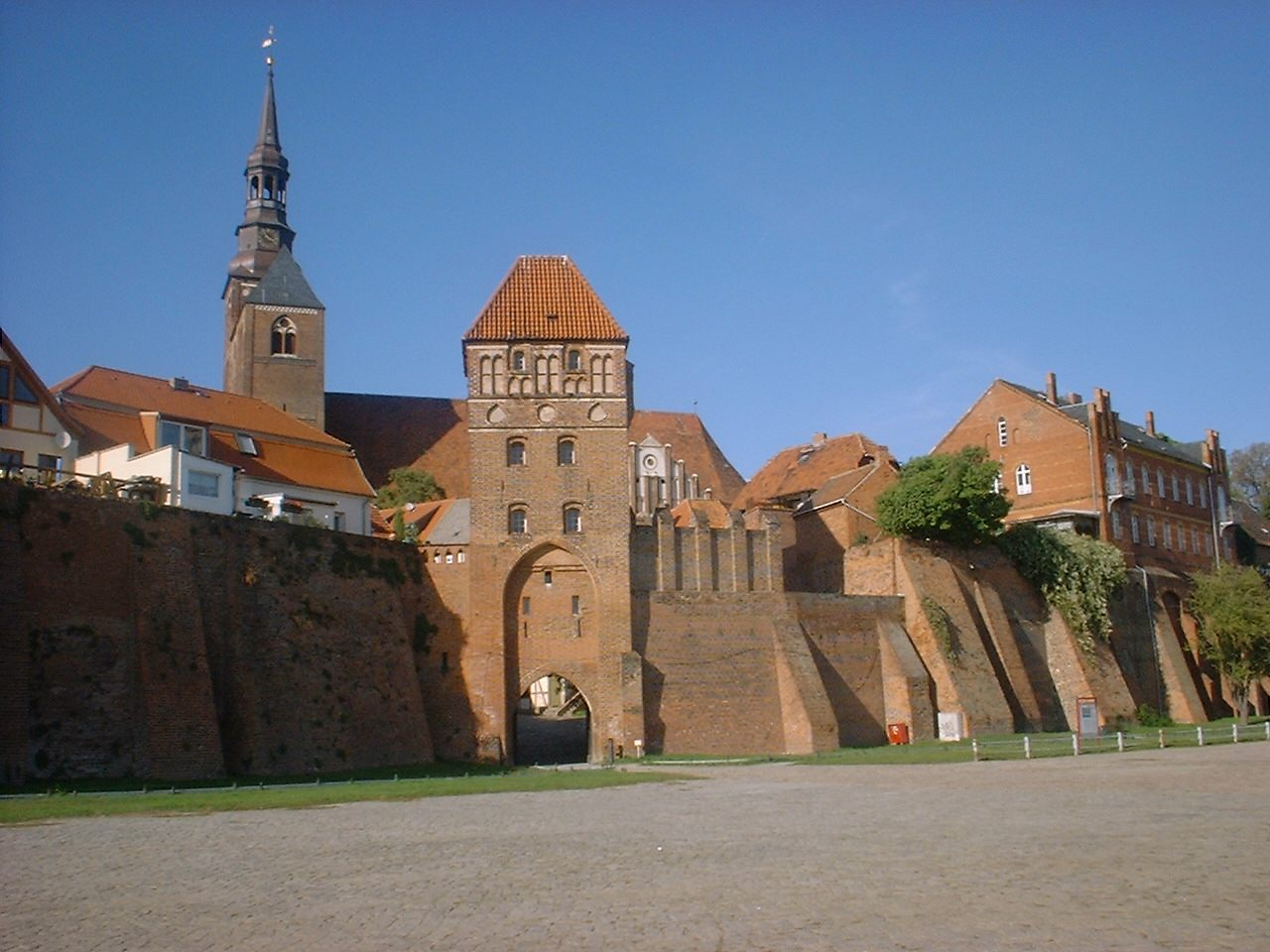
Stadspoort Elbtor en St. Stefanuskerk
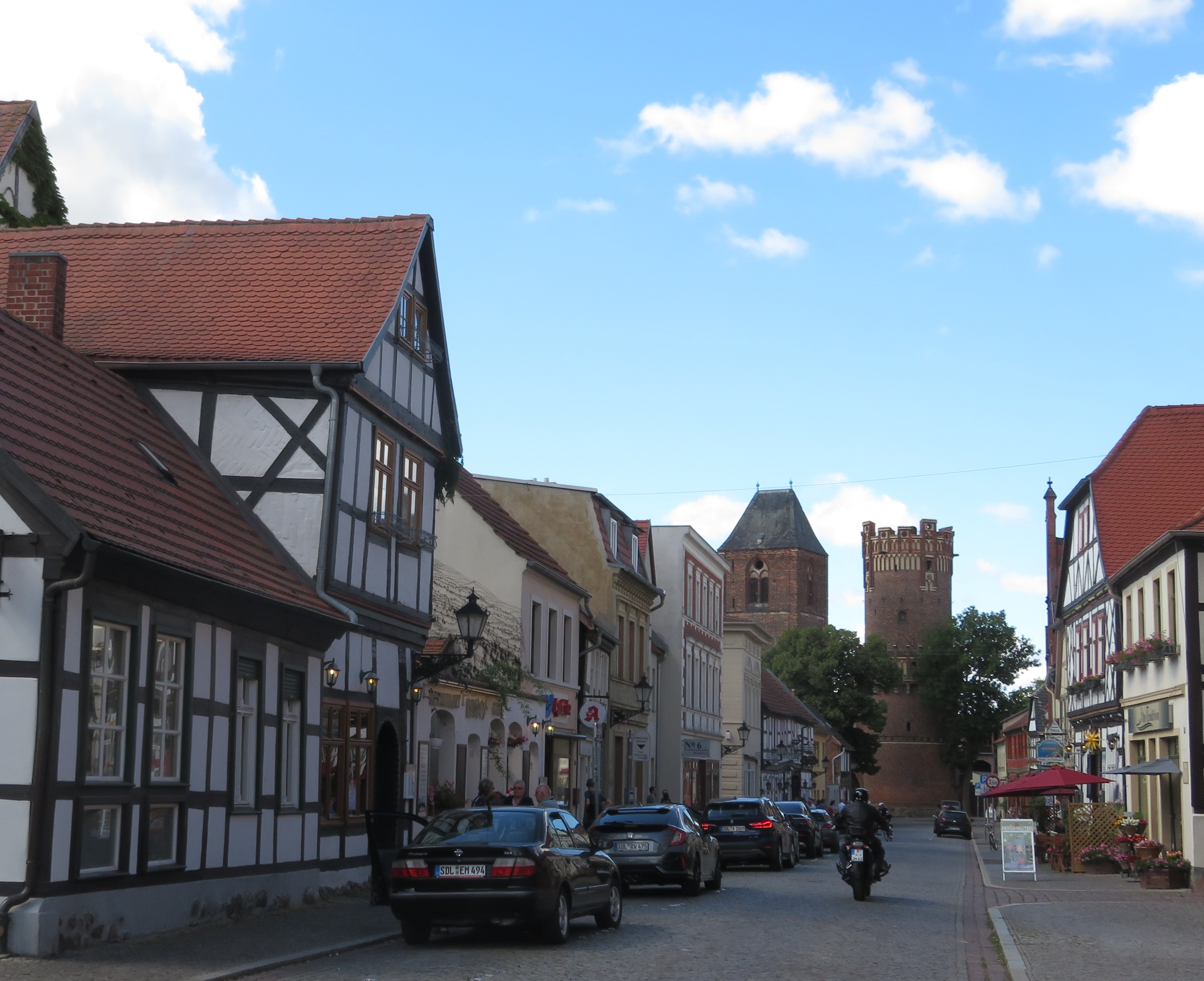
Straat richting het Neustädter Tor
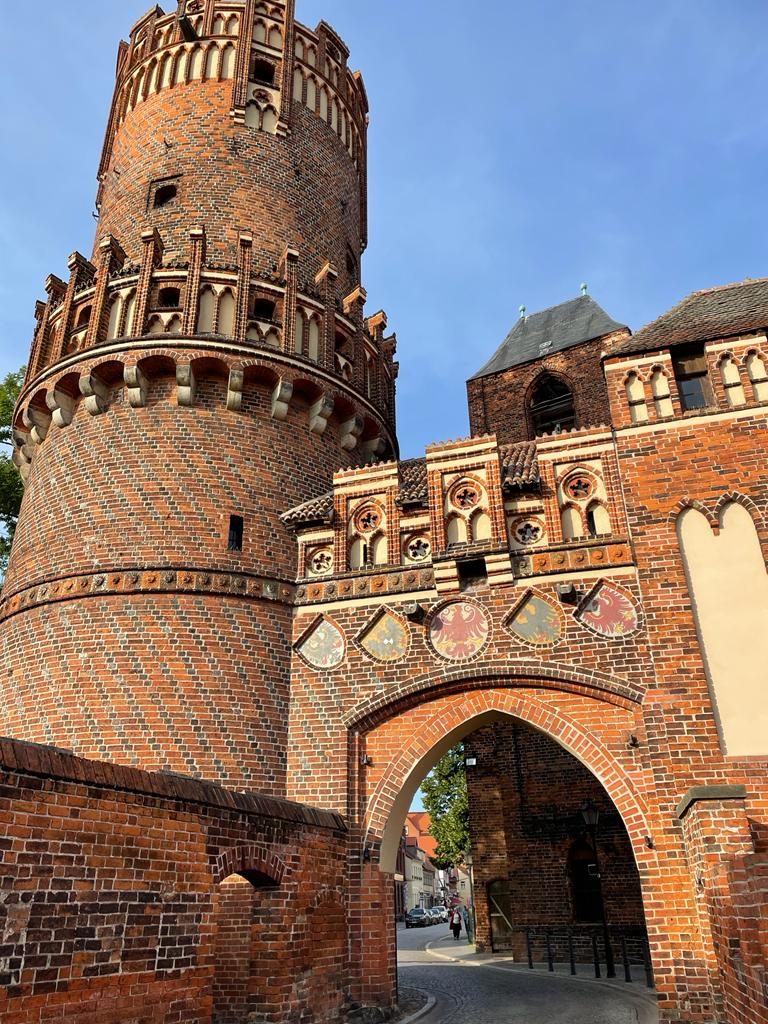
Stadspoort Neustädter Tor
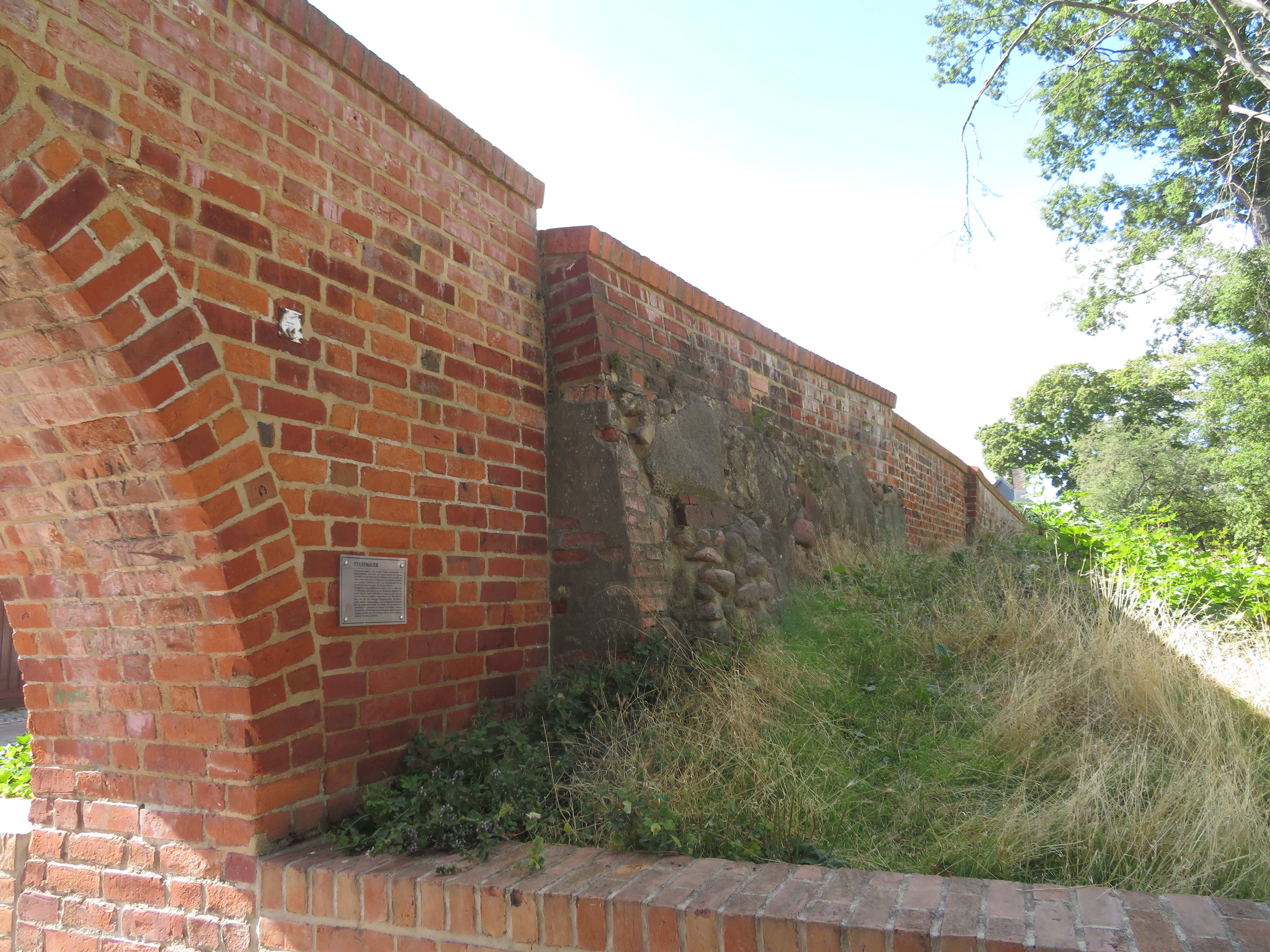
Stadsmuur
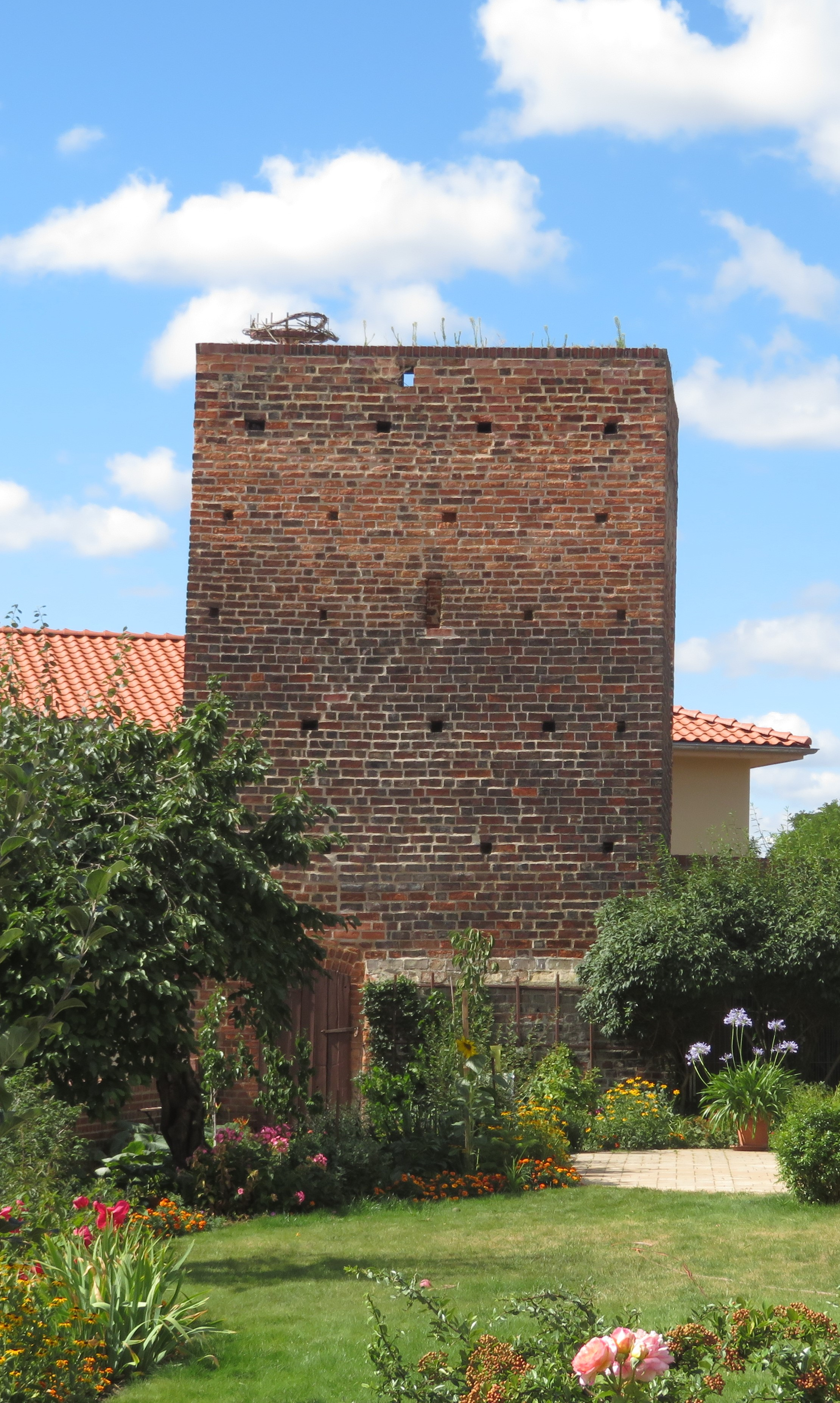
Stadstoren aan de Schulstraße
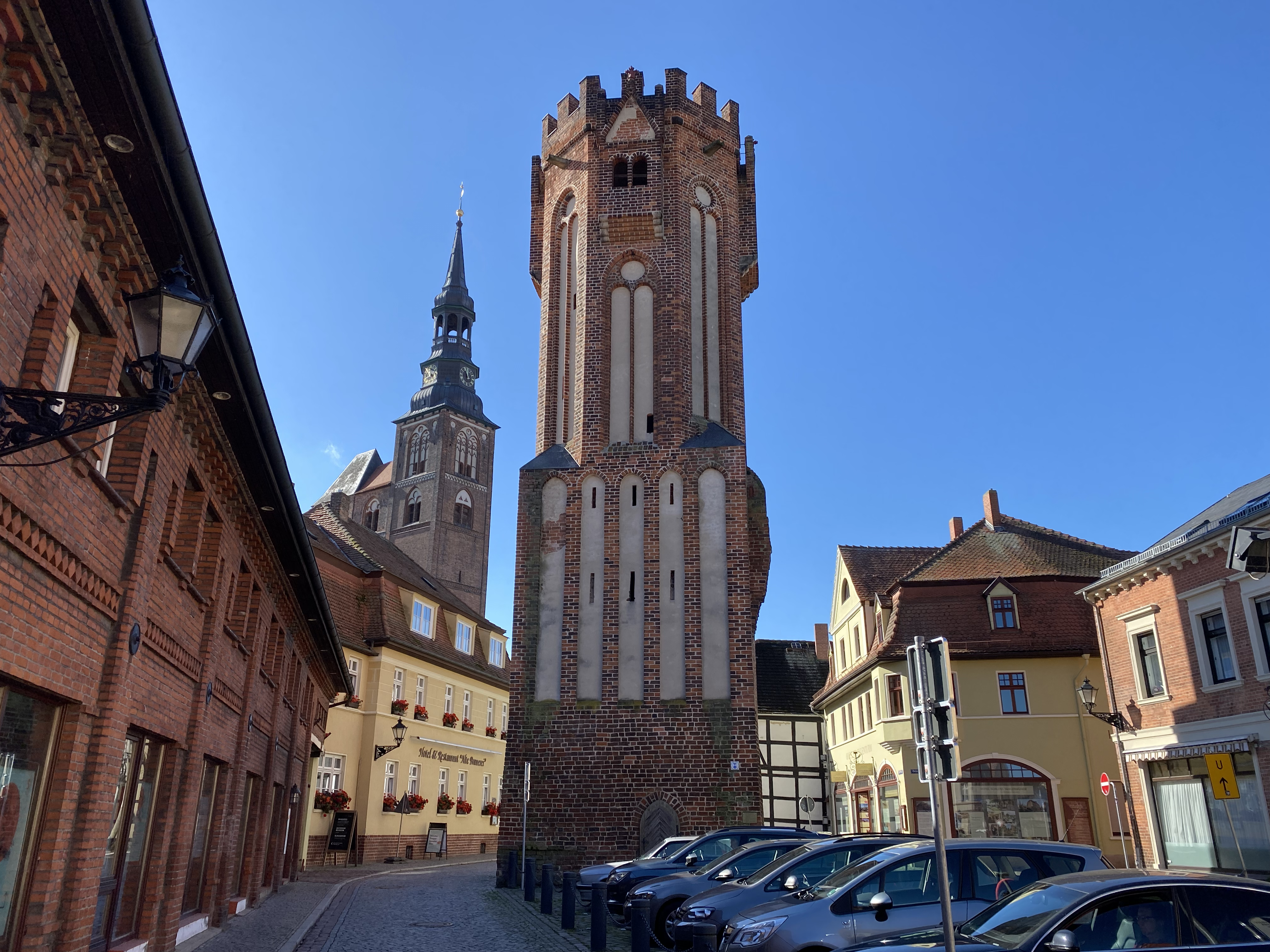
Uilentoren (Eulenturm)
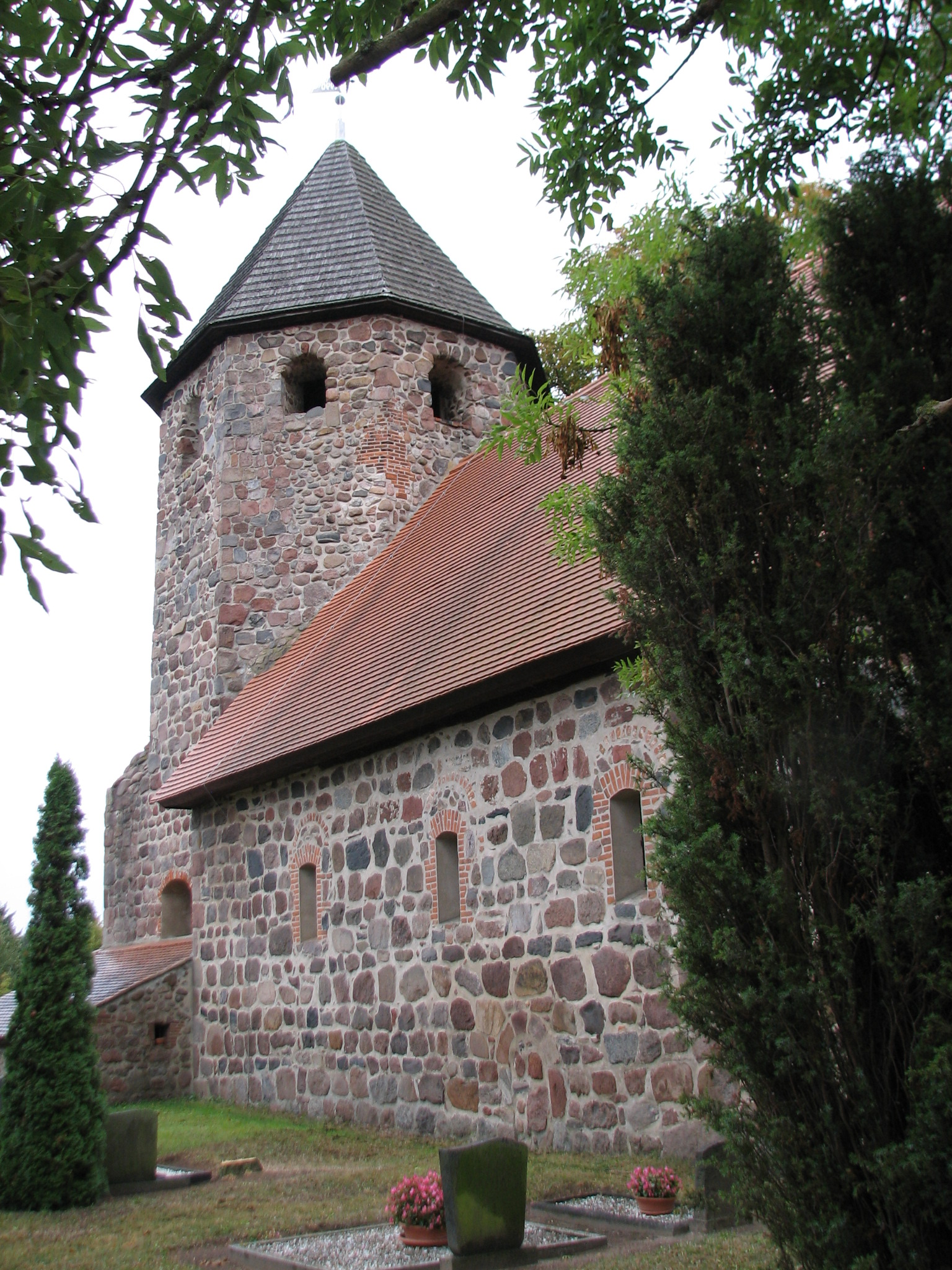
Dorpskerk van Hämerten (eind 12e eeuw)
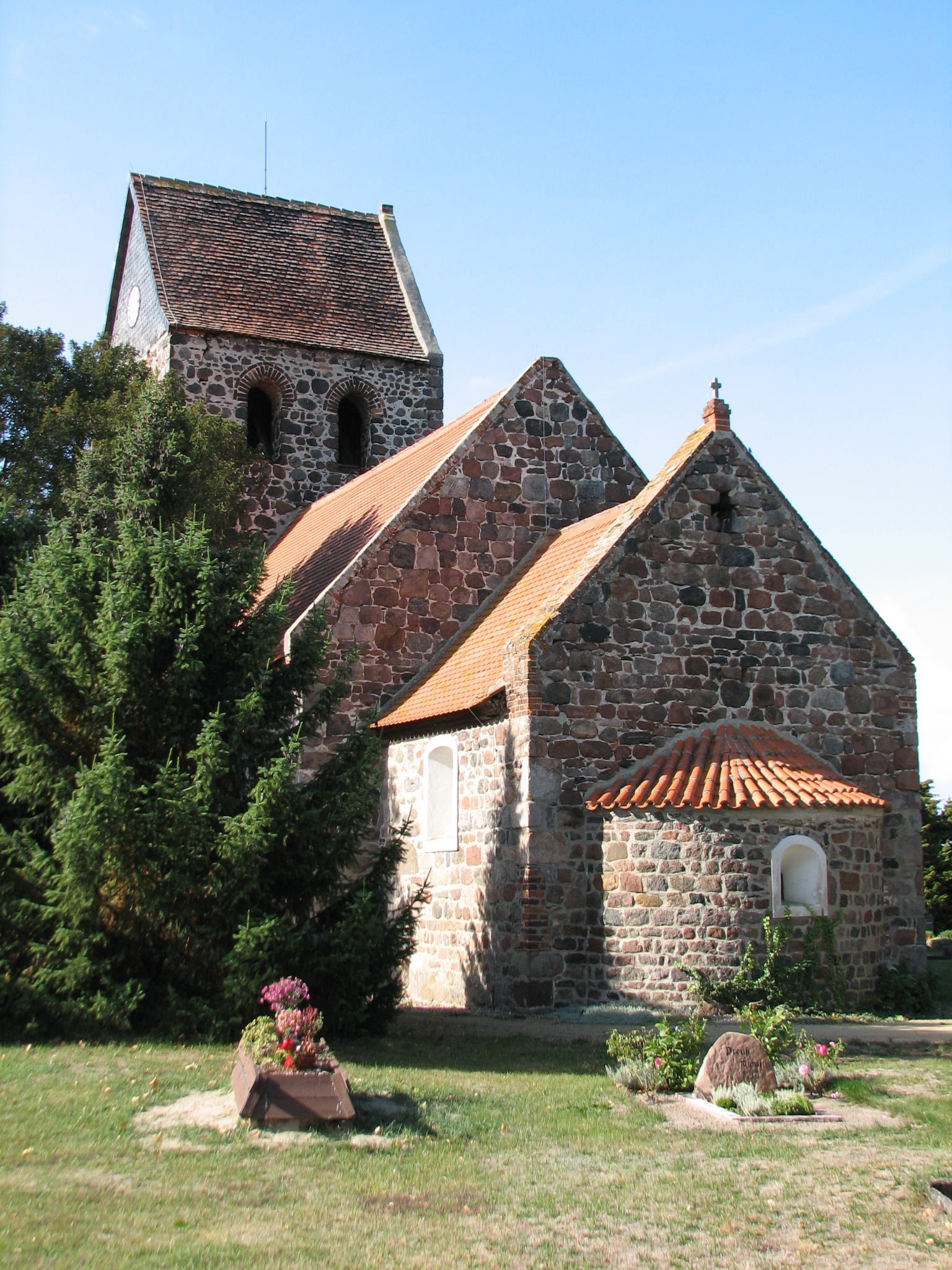
Evang.-lutherse dorpskerk, Langensalzwedel

## Partnergemeentes
Tangermünde onderhoudt jumelages met:
- Lich, Hessen, Duitsland
- Minden, Noordrijn-Westfalen, Duitsland
- Tavarnelle Val di Pesa, Italië
- Wissembourg, Elzas, Frankrijk.

## Grete Minde

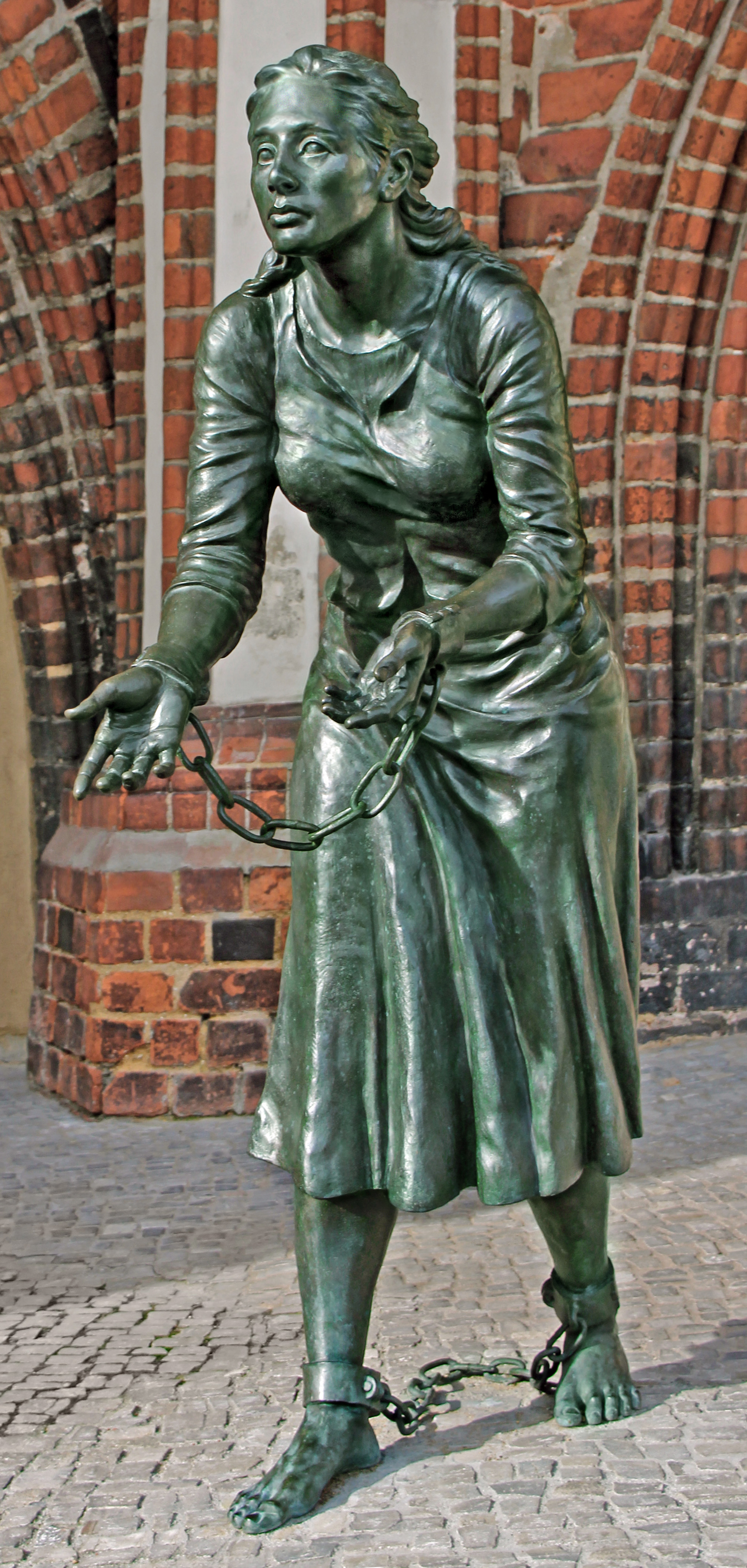
Standbeeld Grete Minde vóór het stadhuis te Tangermünde
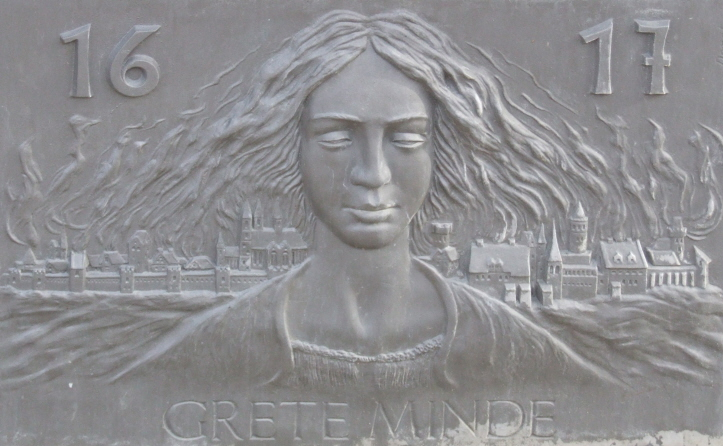
Bronzen reliëf bij de stadsfontein

Op 13 september 1617 werd Tangermünde door een grote stadsbrand bijna geheel verwoest. Men geloofde, dat een weesmeisje, Grete Minde, deze brand bij wijze van wraakneming na ondervonden onrecht zou hebben aangestoken. In 1619 werd Grete gemarteld, daarna schuldig bevonden en op de brandstapel ter dood gebracht. 
In 1879 schreef de beroemde auteur Theodor Fontane, die Tangermünde in 1878 had bezocht, een (één jaar later uitgegeven, en later nog in het Nederlands vertaalde) novelle met de titel Grete Minde over dit onderwerp. Fontane wijkt in zijn verhaal sterk af van hetgeen er aan historische feiten over de stadsbrand bekend is. In de novelle steekt Grete de stad in brand uit wraak over allerlei haar wedervaren onrecht, o.a. het haar onthouden van het vaderlijk erfdeel. Ook spelen jaloezie, afgunst en religieuze intolerantie een rol in het verhaal. Aan het eind van de novelle beklimt Grete met haar buitenechtelijke kind de kerktoren van de stad, die brandend instort, waarbij Grete en haar kind om het leven komen. 
Bij het stadhuis is voor Grete een standbeeld opgericht. Bij de stadsfontein van Tangermünde staat een bronzen reliëf van haar.

## Geboren in Tangermünde
- Albrecht III Achilles ( 9 november 1414 – Frankfurt, 11 maart 1486),  van 2 april 1470 tot zijn dood keurvorst van Brandenburg
- Frederik II van Brandenburg, (1413-1471), markgraaf en keurvorst (1440–1470) van Brandenburg.
- Frederik van Brandenburg, bijgenaamd de Vette (circa 1422/1424 – Tangermünde, 6 oktober 1463) , broer van de voorgaande, markgraaf van Brandenburg en heer van Altmark
- Magdalena van Brandenburg (* 1460; † 17 juni 1496 op Burg Hohenzollern), dochter van de voorgaande, prinses van de Mark Brandenburg; zij was de  vrouw  van Eitel Frederik II van Hohenzollern en de moeder van Eitel Frederik III van Hohenzollern.
- Walter Meyer (1904-1949), Duits roeier